# 도널드 트럼프 뉴욕 기소
뉴욕주 주민 대 도널드 J. 트럼프(The People of the State of New York v. Donald J. Trump)는 도널드 트럼프 당시 전 미국 대통령에 대한 형사 사건이었다. 트럼프는 포르노 배우 스토미 대니얼스에게 그녀와의 성관계에 대한 침묵을 대가로 준 입막음 돈 지급을 은폐하기 위해 사업 기록을 위조한 34건의 중범죄 혐의로 기소되었다. 거래 관련 비용을 포함하면 총 42만 달러에 달했다. (맨해튼 DA)의 앨빈 브래그는 트럼프가 다른 범죄를 저지르려는 의도로 이러한 사업 기록을 위조했다고 기소했다. 다른 범죄에는 연방 선거 자금 한도 위반, 2016년 미국 대통령 선거에 대한 불법적인 영향, 세금 사기 등이 포함된다.
전 미국 대통령으로서는 최초의 기소는 2023년 3월 30일 맨해튼 대배심에 의해 승인되었다. 4월 3일, 트럼프는 플로리다 자택에서 뉴욕시로 이동하여 맨해튼 DA 사무실에 자수했으며 다음날 기소인부절차를 거쳤다. 트럼프는 무죄를 주장했으며 유죄 판결을 받더라도 2024년 대선 캠페인을 계속할 것이라고 밝혔다. 재판은 2024년 4월 15일에 시작되었다. 4월 30일, 트럼프는 또한 그달 초 재판 관련 인사들에 대한 발언으로 인해 법정 모독을 저지른 최초의 미국 대통령이 되었다.
검찰은 트럼프의 2016년 대선 캠페인이 허위 위임 계약을 통해 상환받은 트럼프의 전 변호사 마이클 코언을 통해 대니얼스에게 입막음 돈을 지급함으로써 이익을 얻으려 했다고 주장했다. 검찰은 2024년 5월 20일 20명의 증인을 불러 신문을 마쳤다. 변호인단은 트럼프가 불법적인 계획을 전혀 알지 못했고, 코언이 증인으로 신뢰할 수 없으며, 그들 간의 위임 계약이 유효하다고 주장했다. 변호인단은 5월 21일 두 명의 증인을 신문한 후 변론을 마쳤다. 변호인단은 재판 내내 사건 지연 또는 기각, 담당 판사 후안 메르찬의 회피, 연방 법원 이송 등을 요청했지만 모두 기각되었다.
트럼프는 2024년 5월 30일 모든 혐의에 대해 유죄 판결을 받아 중범죄 유죄 판결을 받은 최초의 미국 대통령이 되었다. 일련의 지연과 트럼프의 2024년 대선 승리 이후, 그는 2025년 1월 10일에 조건 없는 방면을 선고받았다. 그는 유죄 판결에 대해 상소할 것으로 예상된다.

## 배경

### 스토미 대니얼스-도널드 트럼프 스캔들

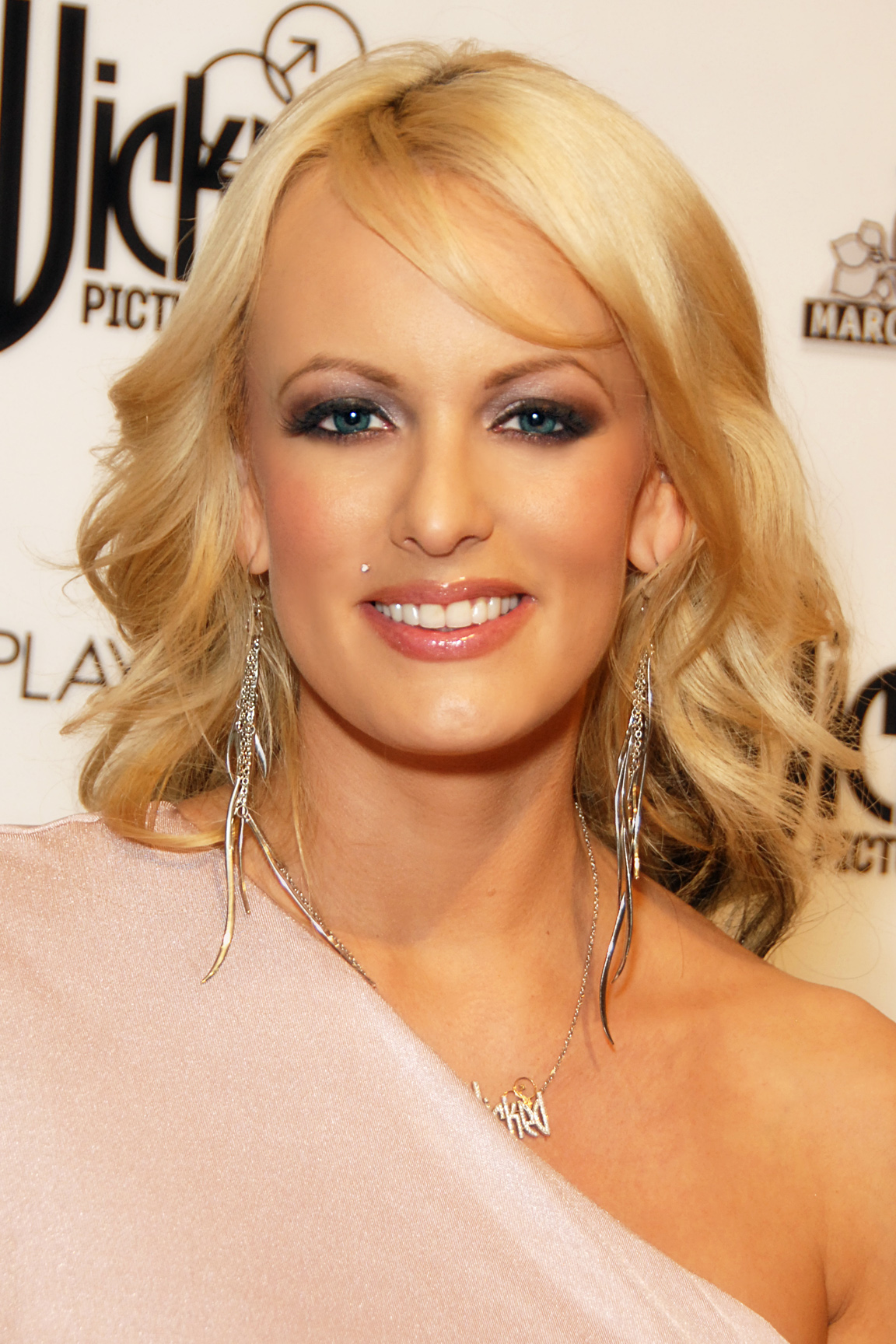
2010년에 촬영된 스토미 대니얼스. 도널드 트럼프는 마이클 코언에게 13만 달러를 스토미 대니얼스에게 지급하라고 지시한 혐의로 기소되었다.

2006년 7월, 포르노 배우로 '스토미 대니얼스'라는 예명으로 알려진 스테퍼니 클리퍼드는 네바다주에서 열린 한 연예인 골프 토너먼트에서 도널드 트럼프를 만났다. 당시 트럼프는 리얼리티 TV 시리즈인 디 어프렌티스의 진행자였으며 멜라니아 트럼프와 결혼한 상태였다. 대니얼스에 따르면, 트럼프는 그녀를 해라스 레이크 타호의 펜트하우스로 초대하여 둘은 성관계를 가졌고 그녀를 디 어프렌티스의 게스트로 출연시키는 것에 대해 이야기했다.
2011년, 트럼프가 잠재적인 대선 출마를 모색하기 시작하자 대니얼스는 연예 잡지 라이프 & 스타일에 1만 5천 달러를 받고 이야기를 팔려고 했다. 그의 변호사 마이클 코언은 트럼프 기업에 의견을 물었을 때 라이프 & 스타일에 소송을 제기하겠다고 위협했다. 대니얼스의 에이전트 지나 로드리게스는 10월에 가십 블로그 '더 더티'에 이야기를 유출했다. 이 게시물은 트럼프 변호사들의 불만 제기 후 삭제되었고, 대니얼스는 이야기의 진실성을 부인했다. 코언은 2024년 5월 법정 증언에서 해당 이야기 삭제를 조언했음을 인정했다.
트럼프의 2016년 대선 캠페인이 시작되면서 로드리게스는 내셔널 인콰이어러를 포함한 여러 언론사에 접근하여 이야기를 팔려고 시도했다. [[도널드 트럼프 액세스 할리우드 녹음|트럼프와 액세스 할리우드 진행자 빌리 부시 간의 논란의 여지가 있는 녹음]]이 공개된 후 내셔널 인콰이어러는 이 이야기를 억제하려 했다. 대니얼스에게 돈을 지급하는 대신 내셔널 인콰이어러 편집장 딜런 하워드는 대니얼스와 마이클 코언 사이에 13만 달러의 기밀 유지 계약을 협상했다. 코언은 선거가 다가오자 돈을 마련하려 했고 지급을 반복적으로 지연시켰다. 대니얼스의 변호사 키스 데이비드슨은 2016년 10월 계약을 취소했다.
결국 코언은 주택 자산 대출에서 돈을 인출하여 델라웨어에 법인화된 유령 회사를 통해 보냈다. 트럼프는 처음에 대니얼스에게 지급된 수표에 대해 아는 바가 없다고 부인했다. 2018년 4월 에어 포스 원에 탑승한 그는 기자에게 코언이 돈을 어디서 구했는지 모른다고 말했다. 워싱턴 포스트의 글렌 케슬러는 이 발언이 거짓이라고 묘사했다. 트럼프가 코언에게 해당 지급액을 개인적으로 상환했기 때문이다. 트럼프의 변호사 루돌프 줄리아니도 폭스 뉴스 인터뷰에서 트럼프의 주장을 반박하며 트럼프가 이 지급액에 대해 알고 있었다고 말했다.
트럼프는 코언에게 총 42만 달러의 수표 여러 장을 발행했다. 이 수표는 기밀 유지 계약에 대한 상환금과 코언이 트럼프의 지위를 높이기 위해 온라인 여론 조작에 사용한 비용을 충당했다. 코언에게 지급된 18만 달러는 세금을 상쇄하기 위해 두 배로 늘어났고, 6만 달러가 추가되었다. 이 지급은 트럼프의 대통령 재임 첫 해인 2017년 내내 이루어졌다. 코언에게 지급된 지급금은 법률 비용으로 처리되었다. 2017년 4월부터 12월까지 트럼프가 코언에게 발행한 월별 수표 9장이 증거로 존재한다.
2018년 1월, 월스트리트 저널은 코언의 대니얼스에 대한 지급에 대해 보도했다. 코언은 해당 지급금과 다른 지급금(캐런 맥두걸에게 지급된 지급금)과 관련된 8개 형사 혐의에 대해 8월에 유죄를 인정했다. 유죄 인정에서 코언은 "연방 공직 후보의 지시에 따라" 행동했으며 트럼프를 연루시켰다고 밝혔다. 2018년 12월 코언은 징역 3년을 선고받았다.
2024년 5월 2일, 더 데일리 비스트는 트럼프 기업 최고재무책임자 앨런 와이셀버그가 2016년 대선 캠페인의 재무 보고서를 지원했다는 기사를 보도했다.

### 맨해튼 DA 수사 및 대배심

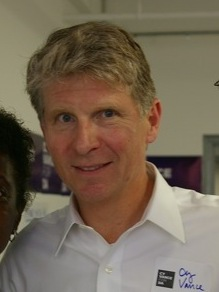
2010년부터 2021년까지 맨해튼 지방검찰청 검사였던 사이러스 밴스 주니어. 그는 트럼프에 대한 수사를 시작했다. 그의 재임 기간 동안 미국 연방 대법원은 트럼프 대 밴스 사건에서 트럼프의 회계 법인에 대한 소환장에 유리한 판결을 내렸다.

2018년 8월 코언의 유죄 인정 후, 맨해튼 지방검찰청(DA) 검사 사이러스 밴스 주니어는 트럼프 기업과 두 명의 임원에 대한 수사를 시작했다. 뉴욕 남부 지방법원 미국 검찰청이 지급에 대한 별도의 수사를 시작하면서 사무실은 조사를 중단했지만, 연방 조사는 2019년 7월 기소 없이 종결되었다.
맨해튼 DA 사무실은 8월에 트럼프 기업에 대한 소환장을 발부하여 지급 관련 서류를 요청했다. 또한 사무실은 회계 법인 마자르 미국에 소환장을 발부하여 트럼프의 지난 8년 간의 법인세 신고 자료를 요청했다. 트럼프 변호사들은 미국 대통령으로서 형사 조사 면책권을 내세우며 밴스를 상대로 소환장을 막아달라는 소송을 제기했다. 트럼프 대 밴스 사건에서 미국 연방 대법원은 7대 2로 밴스에게 유리하게 판결하여 소환장이 계속 유효하게 했다.
2021년 뉴욕주 지방검찰청 선거 이후 앨빈 브래그가 밴스의 뒤를 이어 맨해튼 DA가 되었다. 2021년 초, 맨해튼 검사 마크 포메란츠는 대니얼스가 트럼프를 협박했다면 그 돈은 범죄 수익금이며, 출처를 은폐하려는 시도는 돈세탁에 해당한다는 이론으로 사건을 재개하려 했다. 추가 조사 결과 포메란츠는 돈세탁 법규가 적용되지 않으며, 동료들은 입막음 돈이 협박에 해당할지 회의적이라고 판단했다. 중범죄 혐의로 기소할 길이 없자 포메란츠는 조사를 포기하고 2022년 2월 사임했다. 2023년 1월, 맨해튼 DA 사무실은 대배심을 소집하고 스토미 대니얼스 지급에 대한 트럼프의 역할에 대한 증거를 제시하기 시작했다. 코언은 DA 사무실 및 대배심과 광범위하게 회의를 가졌으며, 3월 3일까지 코언은 DA 사무실과 18차례 만났고, 코언은 DA 검사들에게 자신의 휴대폰을 넘겨주었는데, 검사들은 대니얼스의 전 변호사 키스 데이비드슨의 음성 녹음을 포함한 통신 기록을 증거로 원했다. 2023년 3월에는 켈리앤 콘웨이, 호프 힉스, 트럼프 기업 직원 두 명, 입막음 거래를 중개한 내셔널 인콰이어러 전 임원 두 명, 대니얼스의 변호사, 대니얼스 본인, 트럼프 측 변호사 로버트 코스텔로(그는 코언의 신뢰성을 깎아내리려는 이메일을 포함한 증언을 제공했다), 전 내셔널 인콰이어러 발행인 데이비드 페커를 포함한 여러 증인이 DA 사무실이나 대배심과 만났다. 2월 초에 검찰은 앨런 와이셀버그를 상대로 보험 사기를 포함한 추가 혐의를 제기하여 그가 트럼프에 대해 증언하도록 압박할 수 있음을 확인했으며, 5월에는 뉴욕 타임스가 그를 상대로 위증 혐의를 고려하고 있다고 보도했다.

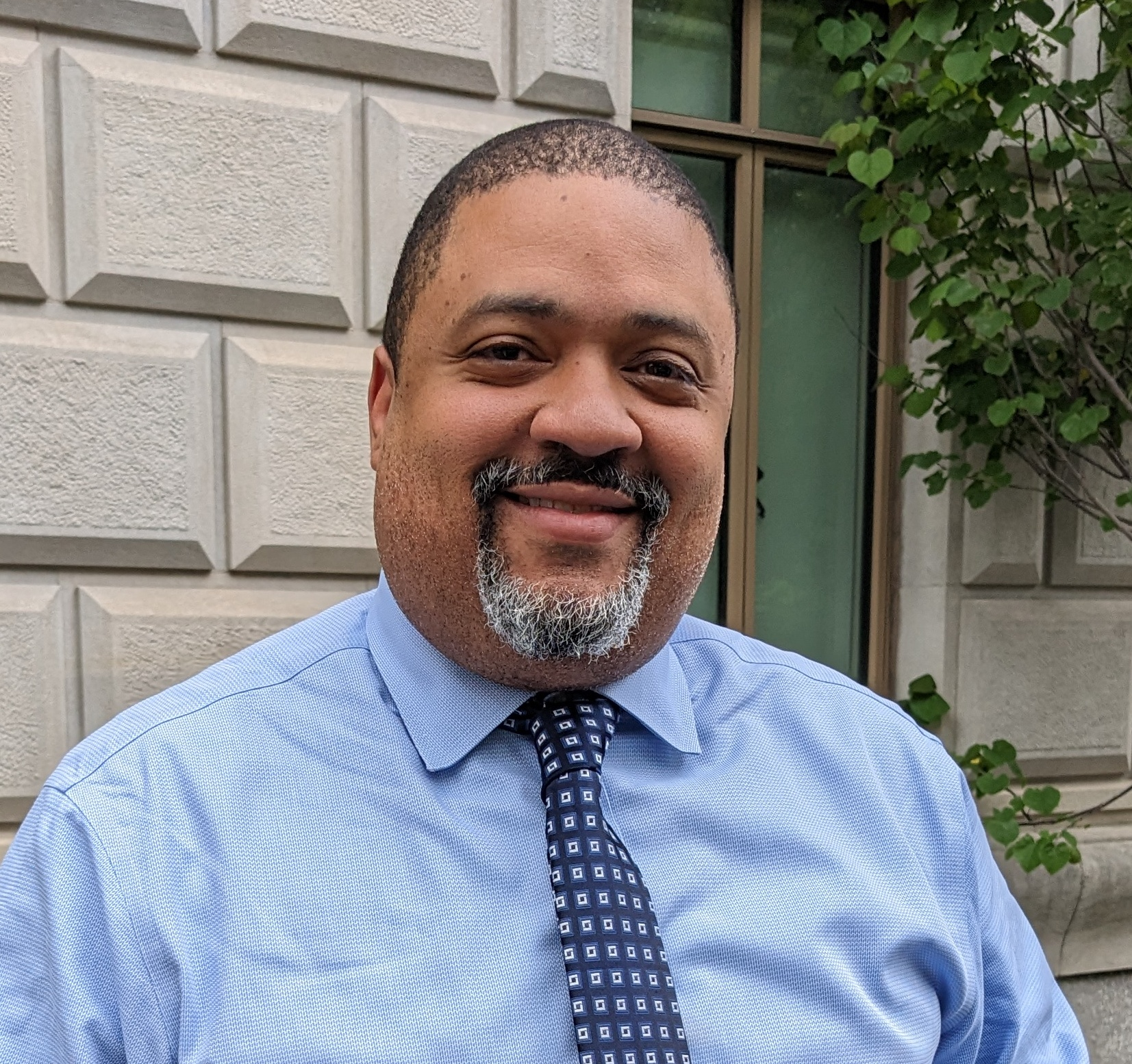
2022년 초 밴스의 뒤를 이어 맨해튼 지방검찰청 검사가 된 앨빈 브래그는 수사를 계속하여 트럼프에 대한 기소 및 재판을 확보했다.

2023년 3월, 앨빈 브래그 검찰청은 기소 가능성이 높다고 밝혔다. 2023년 3월 9일까지 검찰은 트럼프에게 다음 주 대배심 앞에서 증언할 기회를 제공하여 기소 가능성이 높음을 시사했다. 이 무렵 트럼프와 그의 대변인은 대니얼스의 주장과 DA의 절차를 "공갈"이라고 언급하기 시작했다. 2023년 3월 10일, 트럼프 변호사 조 터코피나는 뉴욕시 수사부에 형사 수사를 검토해달라고 요청하며 "무기화"를 주장했다. 3월 13일, 터코피나는 트럼프가 증언하지 않을 것이라고 발표했다. 다음날 새벽, 가디언은 트럼프 변호사들이 DA에게 해당 지급금이 캠페인 자금에서 나온 것이 아니며 후보 여부와 관계없이 지급되었을 것이라는 이유로 트럼프를 기소해서는 안 된다고 주장했다고 보도했다.
2023년 3월 말, 대니얼스가 2018년에 터코피나와 접촉하여 스캔들에 대한 변호를 요청했지만 실패했다는 보도가 나왔다. DA는 변호사-의뢰인 특권과 대니얼스가 그의 법률 회사에 기밀 정보를 누설했다는 이유로 변호사의 자격을 박탈할 수 있다고 주장했다. 또한 2018년 터코피나가 입막음 지급금을 "불법적인 계약", "사기", "잠재적인 선거 자금 문제"라고 불렀던 사실이 재조명되었다.
2023년 3월 18일, 트럼프는 자신의 소셜 미디어 플랫폼 트루스 소셜에서 3월 21일에 체포될 것이라고 주장하며 해당 절차가 역정보이며 조 바이든 대통령의 지지를 받는 정치적 박해라고 주장하며 잠재적 기소에 대비한 시위를 촉구했다. 법 집행 기관 및 보안 기관은 특히 맨해튼 형사법원 및 트럼프 타워 주변에서 트럼프 기소에 대한 잠재적 반응에 대비했으며 온라인 위협을 모니터링했다. 뉴욕 경찰국은 3월 21일에 예상된 기소에 대비하여 보안을 강화했으며, 3월 30일에 예상된 두 번째 기소에 대비하여 다시 보안을 강화했다. 트럼프 타워와 지방 형사 법원 건물 주변에 금속 차단막이 설치되었다. 3월 24일, 트럼프는 대통령으로서의 가능성을 언급하며 브래그의 허위 혐의로 인해 "잠재적인 죽음과 파괴"가 발생할 수 있다고 암시했다.
트럼프는 조사를 "마녀사냥"이라고 부르며 정치적 박해를 주장했다. 트럼프 지지자들은 이 사건을 괴롭힘이라고 부르며 "정치적 조작"이라고 주장했다. 재판과 동반되는 정치적 연극은 언론에 의해 "서커스"라고 묘사되었다. 여러 차례의 수사 재개로 인해 이 사건은 "좀비 사건"이라는 별명을 얻었다.

## 초기 절차

### 기소 및 혐의
맨해튼 대배심은 2023년 3월 30일 트럼프를 기소하기로 투표했다. 같은 날 뉴욕주 대법원(뉴욕주에서 중범죄 재판을 담당하는 일반 재판 법원이자 주 최고 항소 법원은 아님)에 기소장이 제출되었다. 혐의는 트럼프가 기소인부절차를 거치면서 공개될 때까지 비밀 기소 상태로 유지되었다.
기소장은 트럼프를 뉴욕주 형법 §175.10을 위반한 1급 사업 기록 위조 중범죄 혐의 34건으로 기소했다. 각 혐의는 2017년 2월 14일부터 12월 5일까지의 특정 사업 문서와 관련이 있다.
- 마이클 코언의 송장 11건
- 도널드 J. 트럼프의 총계정원장 항목 9건
- 도널드 J. 트럼프의 수표 9건
- 도널드 J. 트럼프 신탁의 총계정원장 항목 3건
- 도널드 J. 트럼프 신탁의 수표 2건

혐의를 받고 있는 위조 문서는 트럼프가 스토미 대니얼스에게 지급한 입막음 돈과 관련이 있다. 이 지급금은 사업 기록에 마이클 코언에게 지불해야 할 법률 비용으로 기재되었지만, 기소장에 따르면 실제로는 코언이 이전에 대니얼스에게 지급한 것으로 알려진 불법적인 지급금을 상환하기 위한 것이었다.

뉴욕주 법에 따르면 1급 사업 기록 위조는 "다른 범죄를 저지르거나 은폐하려는 의도"를 포함해야 하는 중범죄다. 이는 이러한 요건이 없는 경범죄인 2급 사업 기록 위조와 대조된다. 혐의는 추가 범죄를 포함하거나 식별하지 않아 DA에게는 상대적으로 이례적인 전략이었다.
| “ | 브래그와 그의 전임자가 제기한 약 30건의 허위 사업 기록 사건에 대한 뉴욕 타임스의 분석에 따르면, 법원 기록, 인터뷰 및 사무실에서 제공한 정보에 따르면 이 사건의 트럼프에 대한 혐의는 다르다. 뉴욕 타임스가 검토한 기소장 중 두 건을 제외한 모든 기소장에서 피고는 허위 기록 혐의 외에 추가 범죄로 기소되었다. | ” |

후속 서류 제출에서 브래그는 트럼프가 저지르려 했다고 주장하는 세 가지 일반적인 유형의 범죄를 (기소하지는 않았지만) 나열했다. 연방 선거 자금 한도 위반, 2016년 선거에 불법적으로 영향을 미친 주 선거법 위반, 그리고 상환에 관한 주 세법 위반 등이다. 트럼프는 배심원이 경범죄에 대해 유죄 판결을 내릴 수 있도록 경미한 포함 혐의로 판결을 내릴 것을 요청할 수 있었지만, 그는 그렇게 하지 않았다.
트럼프가 유죄 판결을 받은 각 혐의는 최대 4년의 징역형을 선고받을 수 있으며, 이는 연속으로 복역해야 하며 최대 20년형까지 가능하다. 그는 징역형을 받더라도 대통령직을 맡을 수 있다. 판사는 또한 징역형을 선고하지 않을 수도 있다.
유죄 판결은 트럼프가 2024년 대선 캠페인을 계속하는 것을 법적으로 막지 못했으며, 그는 승리했다. (트럼프는 2023년 4월 폭스 뉴스 터커 칼슨과의 인터뷰에서 유죄 판결을 받더라도 후보를 계속할 것이라고 밝힌 바 있다.)

### 기소인부절차

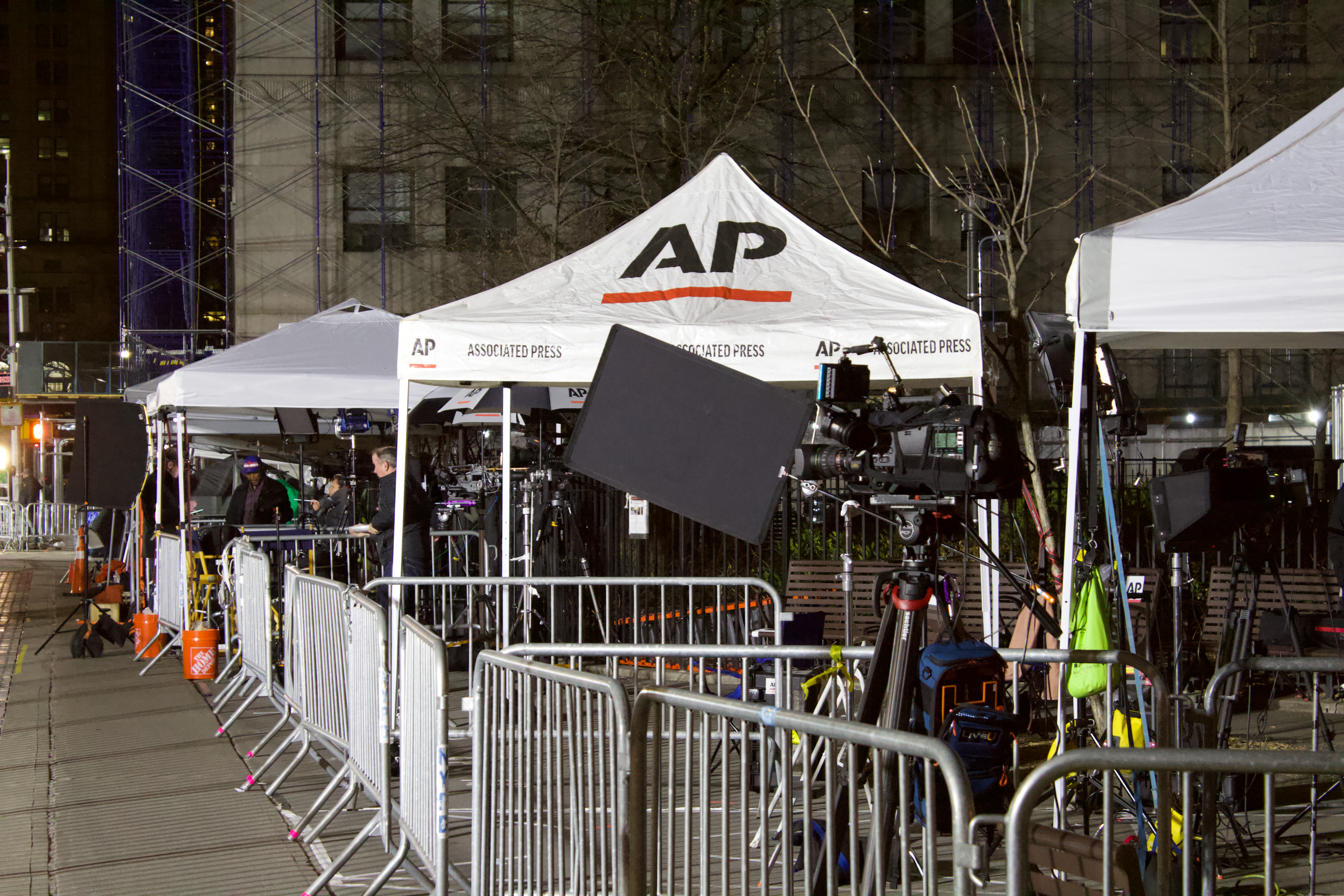
4월 3일 저녁 법원 밖에 기자들이 다음 날을 위해 카메라 장비를 설치하고 있다.

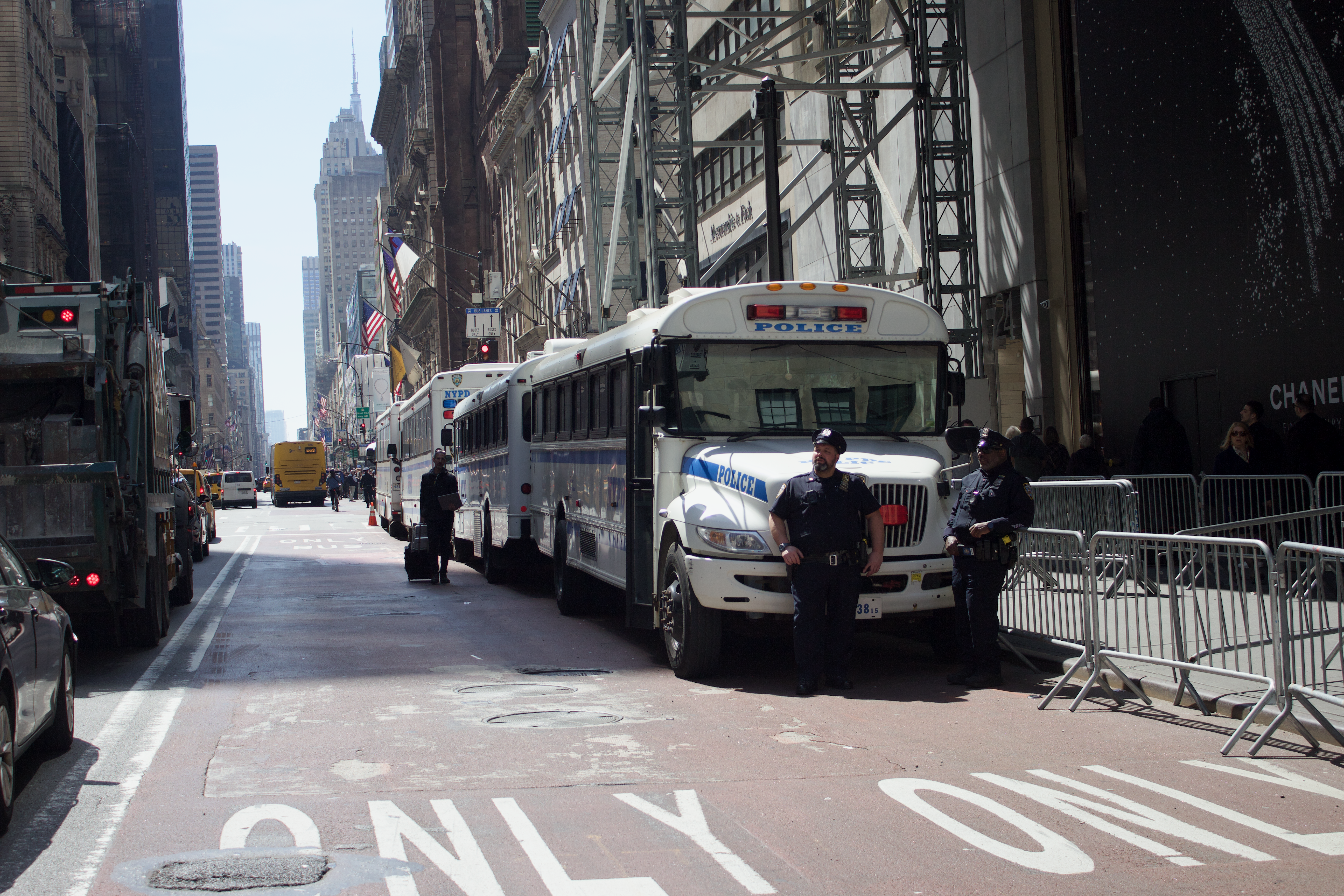
뉴욕 경찰은 트럼프 타워 입구를 폐쇄하고 반대편 도로를 막기 위해 경찰 버스를 사용했다.

트럼프는 2023년 4월 4일에 기소인부절차를 거쳤다. 법 집행 소식통은 로이터 통신에 트럼프의 예상 출정에 앞서 경찰이 법원 주변 도로를 폐쇄할 것이라고 밝혔다. 4월 3일, 트럼프는 팜비치 국제공항에서 라과디아 공항으로 자신의 전용기를 타고 이동했으며, 트럼프 타워로 차를 몰아 밤을 보냈다. 폴 매너포트를 2016년 사기 재판에서 변호했던 변호사 토드 블랑슈는 최근 트럼프 사건을 돕기 위해 법률 사무소를 사임했다. 경찰은 기소인부절차에 앞서 맨해튼 주변 보안을 강화했다. 당국은 폭력이나 조직적인 시위 계획에 대한 신뢰할 만한 위협은 없다고 밝혔다. 에릭 애덤스, 뉴욕시 시장은 시위대에게 평화적으로 행동할 것을 경고했다. 뉴욕주 대법원 판사 후안 메르찬이 사건을 담당하고 있다. 메르찬은 언론 기관들의 기소인부절차 방송이나 법정 내 전자 기기 사용을 허용해달라는 요청을 기각했지만, 5명의 프레스 풀 사진 기자는 허용했다. 법정 스케치 화가들도 절차를 기록했다. 법정의 유리문은 보안 조치로 가려졌다.
법정에 들어가자마자 그는 경찰에 체포되어 구금되었다. 그는 체포되어 지문이 채취되었지만 수갑은 채워지지 않았고 머그샷도 찍지 않았다. 그는 한 시간 후 법정에 들어와, 34개 중범죄 혐의에 대해 무죄를 주장했다. 기소장은 곧 봉인이 해제되어(공개) 트럼프를 "2016년 선거의 무결성을 훼손하기 위한 음모"의 일환으로 1급 사업 기록 위조 혐의 34건으로 기소했다. 이는 전 미국 대통령으로서는 최초의 기소였다. 기소인부절차에서 메르찬은 트럼프에게 폭력을 선동할 가능성이 있는 소셜 미디어 사용을 자제할 것을 경고했다.
가능한 재판 날짜가 논의되었다. 검찰은 2024년 1월을 제안했지만, 트럼프 변호인단은 2024년 후반으로 재판 날짜를 정해야 한다며 반대했다.
기소인부절차 직후 트럼프는 마러라고로 돌아가 저녁에 지지자들에게 연설했다. 트럼프는 정부 문서 처리, 브래그 지방검찰청 검사, 트럼프-래펀스퍼거 통화 등 주제에 대해 여러 허위 주장을 펼쳤다.

## 사전 재판 절차

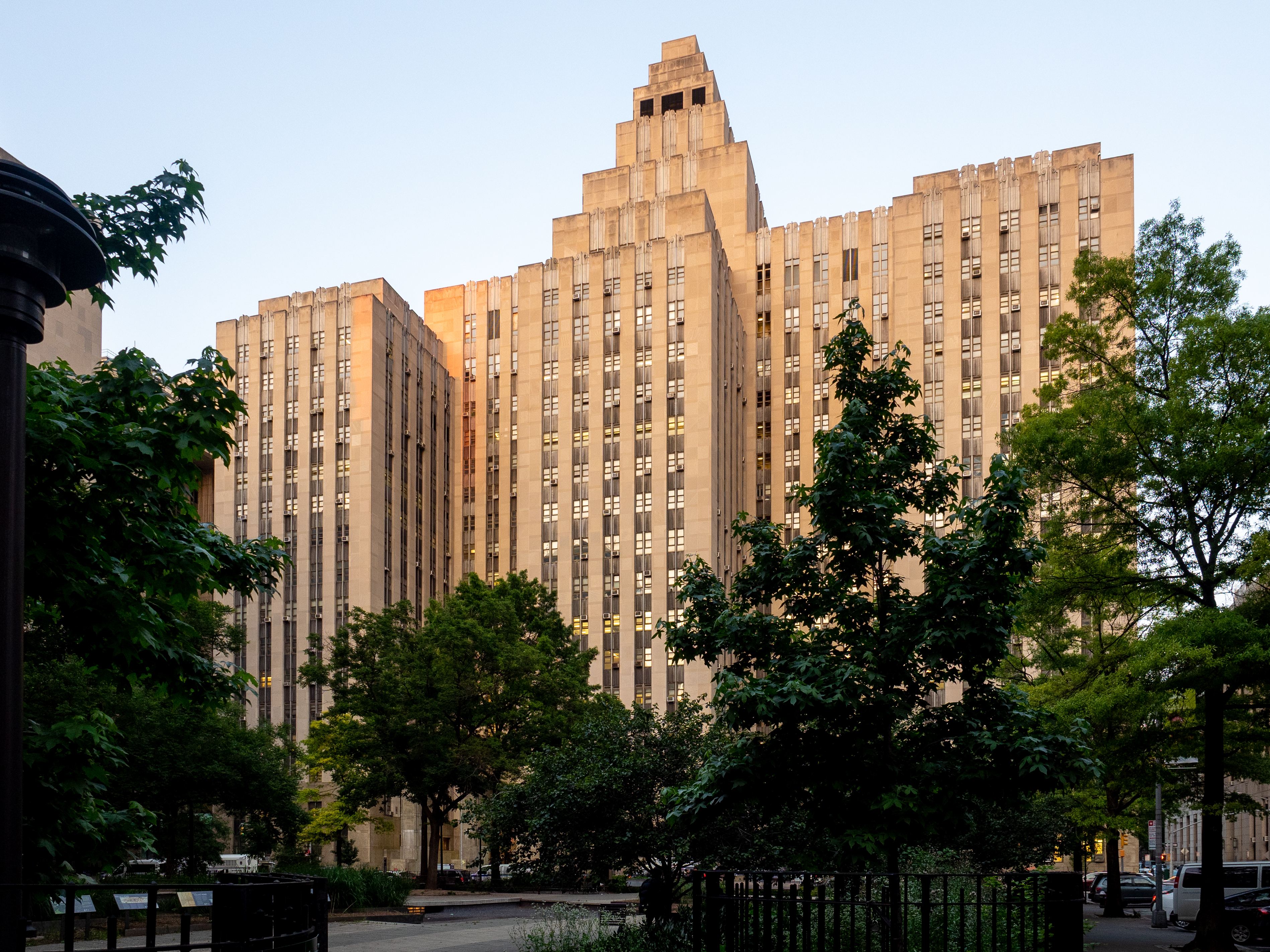
재판을 포함한 법적 절차는 시빅 센터 지역의 맨해튼 형사 법원에서 진행되었다.

트럼프의 기소인부절차에서 법원은 검찰이 변호인에게 증거 개시를 제공하는 것을 포함한 사전 재판 절차에 대한 기한을 정했다. 법원은 사전 재판 신청 제출 기한을 2023년 8월 8일로 정했다.
다른 사건에서도 그랬듯이 트럼프는 "공격-지연" 전술을 사용하여 검찰과 판사를 표적으로 삼고 절차를 지연시켜 사건이 2024년 대통령 선거 근처인 2024년 후반까지 계속되도록 목표를 설정했다.
트럼프의 변호사들은 그가 자신의 동맹이나 동료들이 가담했을 수 있는 불법적인 계획에 대해 전혀 알지 못했다고 주장했다. 2024년 3월 12일, 변호인단은 "트럼프 대통령은 자신의 다양한 변호사들이 기소로 이어진 기본 행위에 연루되어 있다는 사실을 인지하고 있었기 때문에 기소된 행위를 저지를 의사가 부족했다"고 주장하며 자신들의 전략을 제출했다. 변호인단은 공식적인 "변호인의 조언" 변호를 사용하지 않을 것이지만, 트럼프는 "혐의의 근거가 된 관련 사건에 변호사의 존재, 개입 및 조언에 관한 증거를 이끌어낼 것"이라고 밝혔다.

### 기소 기각 요청
2023년 9월 29일, 트럼프 팀은 기소를 기각하고 혐의에 대한 설명을 요청하는 포괄적인 신청을 제출했다.
4월 27일, 트럼프 팀은 혐의에 대해 자세히 설명해달라고 요청했다. 두 번째 범죄가 결국 공소 사실 요지서에 명시될 수도 있지만,  1980c.년 대법원 판례에 따르면 이는 필수가 아니다. 5월 16일, DA 사무실은 트럼프가 이미 "변호 준비를 위한 충분한 정보 이상"을 가지고 있다는 이유로 더 이상 자세히 설명할 필요가 없다고 주장하며 가능한 추가 혐의를 재차 강조했다. 트럼프 팀은 2000년 미국 연방 대법원 판결을 인용하여 처벌 가능한 형사 혐의를 명시하는 것이 중요하다는 주장을 고려하고 있는 것으로 알려졌다. 또한 1999년 판결은 "[범죄]에 대한 최대 형량을 늘리는 모든 사실은 기소장에 기재되고 입증되어야 한다"고 명시하고 있다.
2024년 2월 15일, 법원은 기각 신청을 기각했다. 그러나 법원은 트럼프의 혐의 설명 요청을 부분적으로 수용했다. 트럼프는 단순히 사업 기록을 위조한 것 외에도 다른 범죄를 저지르거나 은폐하려는 의도로 그렇게 한 혐의도 받고 있다. 재판 도중에 새로 제기된 이론에 대해 트럼프가 변호를 준비하도록 기대하는 것은 불공평하므로 법원은 기소인부절차 이전에 이미 확인된 세 가지 "다른 범죄" 이론으로 검찰의 주장을 제한했다.

### 증거 자료 및 증인
2023년 4월 4일 트럼프의 기소인부절차 기준, 증거 개시 절차는 몇 달이 걸릴 것으로 예상되었다.
2023년 4월 17일, DA 사무실은 메르찬에게 터코피나로부터 그의 법률 회사가 대니얼스와 주고받은 서신을 포함한 추가 정보를 얻어 그들의 관계가 이해충돌을 구성하는지 판단해 달라고 요청했다. 9월 1일, 메르찬은 그것이 이해충돌을 구성하지 않는다고 판결했다.
5월 4일, 메르찬은 DA 사무실이 트럼프 변호인에게 제공하는 정보를 (최소한 재판까지) 트럼프 본인과 공유하는 것을 제한해 달라는 요청에 대한 변론을 들었다. 이는 브래그와 증인들을 공격하는 트럼프의 과거 소셜 미디어 게시물을 근거로 한 것이다. 변호인 측은 정부도 정보를 공개적으로 논의하는 것을 동일하게 제한해야 하며 트럼프가 정치적으로 자신을 방어할 수 있도록 허용해야 한다고 주장했다. 5월 8일, 메르찬은 해당 명령에 유리하게 판결하여 증거가 소셜 미디어에 공유되는 것을 금지했다. 판사는 5월 23일에 트럼프와 그의 변호사들에게 그들의 행동에 대해 지시하며 위반 시 법정 모독을 포함한 "광범위한 제재"를 받을 수 있다고 알렸다.
5월 26일, 검찰은 입막음 사건 증거에 트럼프와 증인 간의 다양한 오디오 녹음이 포함되어 있음을 트럼프 변호인에게 알렸다고 밝혔다. 이것이 코언이 이전에 공개한 2016년 9월의 비밀 녹음 오디오를 가리키는지는 불분명했다.
8월 3일, E. 진 캐럴의 성폭행 및 명예훼손 민사 소송을 감독했던 연방 판사 루이스 A. 카플란은 캐럴 변호사들이 트럼프의 증언 영상 녹취록을 맨해튼 검찰에 제공할 수 있다고 판결했다.
2024년 1월 15일, 터코피나는 트럼프 변호인단에서 사임했으며, 대니얼스는 증언할 것으로 예상된다고 말했다. 같은 달 말, DA는 재판에 앞서 증인들과 면담하기 시작한 것으로 알려졌다.
3월 18일, 판사는 대니얼스와 코언 모두 증언할 수 있다고 판결하며 대니얼스(및 캐런 맥두걸)에게 일부 제한을 두었다. 변호인단은 지난달 이 두 사람의 증언을 막아달라고 요청했었다. 또한, 판사는 트럼프의 액세스 할리우드 테이프는 재판 중 틀 수 없지만 논의할 수는 있다고 판결했다.
4월 22일, 메르찬은 4월 19일 열린 사전 심리 샌도벌 심리에 이어 트럼프가 증언할 경우 검찰이 무엇을 질문할 수 있는지에 대해 판결했다.
5월 10일, 후안 메르찬 판사는 변호인단이 75만 달러 퇴직금 계약서를 배심원단에게 보여주려는 검찰의 계획에 반대하자 앨런 와이셀버그가 법정에서 증언할 수 있다는 가능성을 시사했다. 변호인단과 검찰 모두 와이셀버그를 소환하지 않았으며, 재판 막판에 그를 증인 목록에 추가하는 것에 대한 절차적 우려가 있었다. 더욱이 와이셀버그의 증언은 그의 퇴직금 계약의 비난금지 조항을 위반할 수 있었고, 그는 수정 헌법 제5조를 인용할 가능성이 높았다.

### 재판 일정 조정
2023년 5월 23일, 메르찬 판사는 재판 날짜를 2024년 3월 25일로 정했다. 트럼프 팀은 그 시기에 여러 재판이 예상된다고 불평했다. 메르찬은 다른 시기로 재조정하는 것을 논의하겠다고 말했다. 2024년 2월 15일, 트럼프가 참석한 심리에서 메르찬은 3월 25일 재판 날짜를 재확인했다.
2024년 2월 초, 원래 3월 초로 예정되어 있던 트럼프의 연방 선거 방해 재판은 항소 절차 중 연기되어 맨해튼 형사 재판이 2024년 3월 25일에 예정대로 진행될 가능성이 높아졌다.
2024년 3월 11일, 트럼프 변호인단은 일부 증거 및 행위가 재임 기간과 겹친다는 이유로 대통령 면책권 주장을 강화하기 위해 연방 선거 방해 사건 이후로 재판을 연기해 줄 것을 요청했다. 트럼프 팀은 2018년 4월 트럼프가 기자들에게 입막음 지급에 대한 지식 부인을 부인하고 코언의 신뢰성을 옹호하는 트윗을 인용했다. 3월 11일 늦게 메르찬은 트럼프 팀이 제출 기한을 놓쳤다고 지적하며 추가적인 사전 재판 신청을 제출하려면 자신의 허가가 필요하다고 말했다. 3월 3일, 판사는 시기상조라는 이유로 요청을 기각했다.
또한 3월 11일, 트럼프는 대법원이 연방 선거 방해 혐의에 대한 그의 전반적인 면책 여부를 결정할 때까지 재판을 연기해 줄 것을 요청했다. 이 요청을 승인하면 대법원이 이미 4월 25일 변론을 예정했으며 7월 초 법원 임기 말까지는 판결을 내리지 않을 수 있으므로 재판이 한여름 이후까지 연기될 것이다. 메르찬은 4월 3일에 이 요청을 기각하며, 트럼프가 재판 불과 2주 전에 이 요청을 했다는 점을 들어 그 요청의 "진정성과 실제 목적"을 의심한다고 말했다.
2024년 3월, 연방 검찰은 검찰에 약 17만 페이지의 문서를 제공했으며, 이는 주로 2017년 코언의 대니얼스 지급에 대한 연방 조사와 관련이 있으며 (대부분 2023년 6월 트럼프 변호인에게 이미 제공된 증거를 반영), 트럼프 변호사들은 새로 제출된 기록을 근거로 재판 연기를 요청했다. DA 사무실은 법원에서 문서 중 300건만이 트럼프 변호에 관련이 있다고 밝혔다. 2024년 3월 15일, 판사는 재판 시작일을 4월 중순으로 연기했다. 2024년 3월 25일, 판사는 재판 날짜를 4월 15일로 정하고 트럼프 팀의 추가 재판 연기 신청을 기각했다. 2024년 5월 23일, 메르찬은 문서 공개와 관련하여 검찰에게 제재를 가하려는 트럼프의 요청을 기각하며 변호인단에게 충분한 시간을 제공했다고 판결했다.
2024년 3월, 트럼프 팀은 사전 홍보와 맨해튼에서의 명백한 반트럼프 편견으로 인해 4월에 공정한 배심원을 선정하기 어렵다는 이유로 추가 연기를 요청했다. 그러나 인용된 여론 조사에서 트럼프가 DA 사건에서 구체적으로 유죄라고 확신하는 사람은 35%에 불과했다. 트럼프 변호사들은 코언의 비난적인 발언, 예를 들어 그가 "거짓말"하는 전 상사가 "버섯처럼 작은 성기를 바지 속에 넣고 있을 수 없었기 때문"에 감옥에 갔다고 말한 것 등을 인용했다. 3월 25일, 보조 DA는 "홍보는 줄어들 것 같지 않으며 사전 홍보는 피고에 의해... 악화되었다"고 반박했다. 4월 8일, 트럼프 팀은 다른 카운티로 재판 장소를 옮기기 위한 시도를 허용해 달라고 항소 법원에 요청했으며, 이는 같은 날 기각되었다.
4월 8일, 트럼프는 재판 장소 변경을 고려하기 위해 재판을 연기해 달라고 요청했지만 같은 날 기각되었고, 다음 날 비밀유지 명령에 대한 항소를 위해 재판을 연기해 달라는 요청도 기각되었다. 4월 10일, 항소 법원은 메르찬이 자격이 없다는 이유로 재판 연기를 요청한 트럼프의 요청을 기각했다. 4월 12일, 메르찬은 "편향된" 언론 보도를 이유로 재판 연기를 요청한 피고의 요청을 기각했다. 4월 15일, 메르찬은 트럼프가 4월 25일에 "여기 있어야 한다"고 말하며, 그날 연방 선거 사건에서 그의 면책권 주장에 대한 변론을 들을 "대법원에 있을 필요는 없다"고 말했다. 메르찬은 트럼프가 아들 배런의 고등학교 졸업식에 참석하도록 5월 17일에 재판을 열지 않을지 아직 결정할 준비가 되지 않았다고 말했지만, 절차가 예상대로 진행되면 그에게 그날 휴가를 허락할 가능성이 높다고 시사했다. 트럼프는 나중에 졸업식에 참석할 수 없을 것이라고 불평했지만, 4월 30일 판사는 그가 참석할 수 있도록 허락할 것이라고 말했다. 5월 17일, 도널드와 멜라니아 트럼프는 옥스브리지 아카데미에서 아들의 졸업식에 참석한 후, 웨스트팜비치에서 2024년 미네소타 공화당 전당 대회 링컨 레이건 만찬에 참석하기 위해 세인트폴, 미네소타를 방문했다.

### 비밀유지 명령
2023년 5월 심리 및 법원 제출 서류에서 검찰은 트럼프가 사전 증거 개시 절차를 통해 얻은 증거를 증인을 포함한 사건 관계자들을 공격하는 데 악용할 것을 우려했다. 메르찬 판사는 비밀유지 명령을 내리거나 트럼프가 자신에 대한 사건에 대해 공개적으로 언급하는 것을 금지하지 않았지만, 사건 요소와 관련된 소셜 미디어 사용 규칙을 정한 보호 명령을 내리고, 트럼프가 원격으로 출석하여 규칙을 설명하는 심리를 정했다.
2023년 4월 4일 트럼프 기소인부절차에서 메르찬은 블랑슈에게 "변호인이 필요로 하는 의뢰인 및 다른 사람들과 대화하여 폭력이나 사회 불안을 선동할 가능성이 있는 발언을 자제하도록 상기시켜 달라. 폭력을 선동하거나 사회 불안을 야기하거나 개인의 안전이나 안녕을 위태롭게 할 수 있는 언급이나 행동을 자제해 달라"고 지시했다. 블랑슈는 트럼프가 "오늘 이 법정에 있는 것에 대해 좌절하고 화가 났으며 심각한 불의가 일어나고 있다고 믿는다"고 말했으며, 메르찬은 "나는 특정 언어와 특정 수사가 단지 좌절로 인한 것이라는 당신의 견해에 동의하지 않는다"고 반박했다. 메르찬은 당시 비밀유지 명령을 부과하려 하지 않았다.
2024년 2월 26일, 맨해튼 DA는 트럼프에 대한 비밀유지 명령을 요청했으며, 트럼프가 민사 사기 재판에서 판사의 법률 보좌관을 소셜 미디어에서 비난하여 비밀유지 명령 위반 두 건으로 1만 5천 달러의 벌금을 부과받았다는 점을 지적했다. 또한 2023년에는 브래그, 그의 가족 또는 직원에 대한 89건의 위협(2022년에는 단 한 건의 위협)이 경찰에 기록되었다고 보고했다. 3월 7일, 메르찬은 배심원단이 트럼프, 그의 변호사, 검사를 포함한 사건 관계자에게만 공개되는 익명으로 할 것이라고 판결했다. 3월 26일, 메르찬은 트럼프에게 비밀유지 명령을 부과하여 사건 관계자들에 대해 공개적으로 발언하는 것을 제한했다. 또한 판사는 변호인단에게 태만한 전술, 예를 들어 사전 재판 신청 늦장 제출이나 막판 요구 등에 대해 모독 위협을 가하며 경고했으며, 트럼프가 "절차를 ... 2024년 대통령 선거 이후까지 지연시키는 것이 방어 목표라고 공개적으로 밝혔다"고 지적했다. 3월 26일, 트럼프는 판사, 비밀유지 명령 및 메르찬의 딸을 공격하는 온라인 게시물을 올렸는데, 후자는 소셜 미디어에서 그녀를 사칭한 사람이 만든 반트럼프 소셜 미디어 게시물 때문이었다. 같은 날, 메르찬은 트럼프에게 법정 직원, 검사, 예비 배심원, 또는 그 가족에 대해 공개적으로 언급하거나 다른 사람들이 사건에 방해되는 방식으로 그러한 발언을 하도록 유도하는 것을 금지하는 비밀유지 명령을 부과했다. 브래그(공인)와 메르찬(판사)은 특별히 보호 대상에서 제외되었다. 법원은 또한 트럼프에게 형사 사건에서의 잠재적인 참여와 관련하여 예비 증인에 대해 언급하지 말 것을 명령했다.
3월 27일과 28일, 트럼프는 다시 소셜 미디어에서 메르찬의 딸을 공격했다. 3월 29일, 검찰은 트럼프의 고의적인 반항으로 여겨지는 행위를 종식시키기 위해 법정 직원의 가족에 대한 비밀유지 명령의 제한을 명확하게 해줄 것을 요청했다. 4월 1일, 메르찬은 트럼프의 지속적인 공격이 절차의 무결성에 "매우 현실적인" 위협을 가하며 사건 관계자들이 자신과 가족의 안전을 두려워하게 만들 수 있고, 이는 "정의의 공정한 집행을 방해하고 법치주의 자체에 대한 직접적인 공격"을 구성한다고 언급하며 자신과 브래그의 가족 구성원을 보호하기 위해 비밀유지 명령을 확대했다. 4월 11일, 트럼프는 소셜 미디어에서 코언과 대니얼스 등 예상 증인들을 "구질구질한 인간"이라고 비난했다. 5월 6일, 메르찬은 트럼프를 법정 모독으로 10번째 판결했지만, 트럼프가 전 대통령이자 잠재적으로 다음 대통령이기 때문에 감옥에 보내고 싶지 않다고 밝혔다.
법정모독 심리는 나중에 비밀유지 명령 위반 혐의에 대해 열렸다. 5월 14일, 뉴욕 항소 법원은 비밀유지 명령을 뒤집으려는 트럼프의 요청을 기각했다.
또한 5월 14일, 미국 상원의원 토미 투버빌은 비밀유지 명령이 트럼프가 "자신의 재판에서 발언권을 가지지 못하게 하는 것"이라며 "터무니없다"고 말했다. 투버빌은 이어서 의원들이 "트럼프 대통령을 위해 우리의 발언을 하기 위해" 재판에 참석하고 "이 비밀유지 명령을 극복하기 위해" 참석했으며, "점점 더 많은" 의원들이 그렇게 하기를 바란다고 말했다. 투버빌, JD 밴스, 코리 밀스, 니콜 말리오타키스 및 마이크 존슨 의장을 포함한 공화당 의원들은 증인 마이클 코언을 비난했으며, 바이런 도널즈, 릭 스콧, 밴스, 존슨은 메르찬의 딸을 비난했다. 뉴욕 매거진 기자 앤드루 라이스는 5월 13일 코언 증언 중 트럼프가 공화당 동맹들의 사건 관련 발언에 대해 수정 노트를 쓰고 있는 것을 목격했다고 주장했다. 5월 14일, 트럼프는 "대리인이 많고, 아주 아름답게 이야기하고 있다"고 말했다.
5월 20일, 법정 밖에서 트럼프는 증인 로버트 코스텔로와 마이클 코언을 언급했다.
6월 25일, 메르찬은 트럼프의 비밀유지 명령 일부를 해제하여 재판 중 증언한 배심원과 증인에 대해 이야기할 수 있도록 허용했다. 메르찬은 또한 비밀유지 명령이 선고 이후 완전히 해제될 것이라고 밝혔다.

### 공소시효
뉴욕에서는 공소시효는 일반적으로 경범죄의 경우 2년, 중범죄의 경우 5년이다. 사업 기록 위조는 일반적으로 경범죄이지만, 뉴욕에서는 다른 범죄를 저지르거나 은폐하는 데 사용될 경우 혐의가 중범죄로 상향 조정된다. 트럼프는 형법 상 가장 가벼운 중범죄인 1급 사업 기록 위조 혐의로 기소되었으며, 공소시효는 5년이다. 2020년 3월 20일, 미국의 코로나19 범유행에 대응하여 앤드루 쿠오모 뉴욕 주지사는 행정 명령 제202.8호에 따라 "주의 절차법에 의해 규정된 법적 조치, 통지, 신청 또는 기타 절차 또는 절차의 개시, 제출 또는 서비스에 대한 특정 기간 제한"의 정지를 발표했다.
메르찬은 정지 기한이 2021년 5월 6일까지이며, 따라서 검찰의 기한이 1년 47일 연장되어 범죄가 저질러진 시점부터 6년 47일 이내에 중범죄 기소가 시작될 수 있다고 판결했다. 트럼프의 첫 기소는 2017년 2월 14일에 이루어졌고, 기소장은 2023년 3월 3일에 제출되어 기한 내에 이루어졌다. 2024년 2월 14일, 메르찬은 정지 기간이 충분하다고 판결했다.
뉴욕 공소시효 조항 CPL§30.10은 피고인이 주 외부에 지속적으로 체류하는 동안 최대 5년까지 정지를 허용한다. 재임 기간 동안 트럼프는 대부분의 시간을 뉴욕 외부에서 보냈다. 메르찬은 주지사의 행정 명령으로 인한 정지가 충분했기 때문에 이 조항이 적용되는지 여부를 다루지 않았다.

## 재판
재판은 2024년 4월 15일에 시작되었고, 수요일은 휴정했다. 트럼프는 법원 승인을 받은 부재를 제외하고는 매일 재판에 참석해야 했다. 재판은 TV로 중계되지 않았다. 처음에는 메르찬이 재판이 시작되기 전에 매일 아침 몇 분 동안 사진 기자들이 방 앞쪽에 서서 앉아 있는 트럼프의 사진을 찍도록 허용했다. 메르찬은 테이블 옆에서 적어도 한 장의 사진이 찍힌 후 5월 9일에 이 허가를 취소했다. 분위기를 포착하기 위해 법정 스케치 화가들이 참석했다.

### 개시 절차
2024년 4월 8일, 재판부는 변호인단에게 배심원 선정 질문서 사본을 제공했으며, 500명이 넘는 후보 풀에서 4월 15일부터 배심원 선정이 시작되었다.  12명의 배심원과 6명의 예비 배심원 선발은 4월 19일에 완료되었다. 배심원은 남성 7명, 여성 5명으로 구성되었으며, 대부분 화이트칼라 직업을 가지고 있었다.
4월 22일, 모두 발언이 시작되었다. 검찰은 트럼프, 코언, 페커가 두 여성에게 대금을 지급하고 이를 2016년 선거에 영향을 미치려는 공모의 일환으로 숨겼다고 주장하며 선거자금법 위반 혐의를 제기했다. 변호인단은 유죄 판결을 받은 코언의 증언을 신뢰할 수 없으며, 대금 지급은 신문사의 편집 결정과 유사한 일반적인 사업 거래였으며, 민주주의 국가에서 후보자가 선거에 영향을 미치려고 시도하는 것은 정상적인 일이라고 주장했다.
4월 15일, 검찰은 트럼프가 자신에게 내려진 개그 명령을 3건 위반했다고 주장하며 법정모욕죄로 처벌하고 3,000달러의 벌금을 부과해 달라고 재판부에 요청했다. 검찰은 또한 코언에 대한 공격을 증거로 사용해 달라고 요청했다. 4월 18일 아침까지 검찰은 트럼프가 명령을 7건 더 위반했다고 주장하며 추가로 7,000달러의 벌금을 부과해 달라고 요청했다. 4월 23일, 머천은 트럼프가 두 명의 예상 증인에 대해 소셜 미디어 게시물을 올린 것이 이전 개그 명령을 위반했는지 여부에 대한 변론을 들었다. 4월 30일, 트럼프는 10건 중 9건에 대해 형사 법정모욕죄로 기소된 최초의 미국 대통령이 되었다. 다음 며칠 동안 그는 9,000달러의 벌금을 납부했다. 5월 2일, 추가 4건의 위반 주장을 심리하기 위한 두 번째 심리가 열렸다. 5월 6일, 트럼프는 이 4건 중 하나(4월 22일 배심원에 대해 언급한 것)에 대해 법정모독죄가 인정되어 1,000달러의 벌금을 부과받았다.

### 증인

#### 모든 증인 목록
| 증인                 | 날짜     | 직책                                  |
| -------------------- | -------- | ------------------------------------- |
| 데이비드 페커        | 4월 22일 | 내셔널 인콰이어러의 출판사            |
| 데이비드 페커        | 4월 23일 | 내셔널 인콰이어러의 출판사            |
| 데이비드 페커        | 4월 25일 | 내셔널 인콰이어러의 출판사            |
| 데이비드 페커        | 4월 26일 | 내셔널 인콰이어러의 출판사            |
| 로나 그래프          | 4월 26일 | 도널드 트럼프 행정 비서               |
| 로나 그래프          | 4월 30일 | 도널드 트럼프 행정 비서               |
| 게리 패로            | 4월 30일 | 퍼스트 리퍼블릭 은행가                |
| 로버트 브라우닝      | 4월 30일 | C-SPAN 기록 보관소 전무 이사          |
| 필립 톰슨            | 4월 30일 | 에스콰이어 증언 솔루션 지역 이사      |
| 키스 데이비슨        | 4월 30일 | 스토미 대니얼스의 전 변호사           |
| 키스 데이비슨        | 5월 2일  | 스토미 대니얼스의 전 변호사           |
| 더글러스 다우스      | 5월 2일  | 맨해튼 DA 사무실 컴퓨터 포렌식 전문가 |
| 호프 힉스            | 5월 3일  | 전 백악관 커뮤니케이션 국장           |
| 제프리 맥코니        | 5월 6일  | 전 트럼프 기업 회계 감사원            |
| 데보라 타라소프      | 5월 6일  | 트럼프 기업 회계 직원                 |
| 샐리 프랭클린        | 5월 7일  | 펭귄 북스 임원                        |
| 스토미 대니얼스      | 5월 7일  | 입막음 돈 수령인                      |
| 스토미 대니얼스      | 5월 9일  | 입막음 돈 수령인                      |
| 리베카 마노키오      | 5월 9일  | 트럼프 기업 부기 담당자               |
| 트레이시 멘지스      | 5월 9일  | 하퍼콜린스 선임 부사장                |
| 매들린 웨스터후트    | 5월 9일  | 전 대통령 집무실 운영 국장            |
| 매들린 웨스터후트    | 5월 10일 | 전 대통령 집무실 운영 국장            |
| 제니 토멀린          | 5월 10일 | 버라이즌 커뮤니케이션스 선임 분석가   |
| 대니얼 딕슨          | 5월 10일 | AT&T 규제 분석가                      |
| 제이든 자멜-슈나이더 | 5월 10일 | 맨해튼 DA 사무실 법률 보조원          |
| 조지아 롱스트리트    | 5월 10일 | 맨해튼 DA 사무실 법률 보조원          |
| 마이클 코언          | 5월 13일 | 입막음 돈 중개인                      |
| 마이클 코언          | 5월 14일 | 입막음 돈 중개인                      |
| 마이클 코언          | 5월 16일 | 입막음 돈 중개인                      |
| 마이클 코언          | 5월 20일 | 입막음 돈 중개인                      |

| 날짜            | 증인     | 직책                 |
| --------------- | -------- | -------------------- |
| 대니얼 싯코     | 5월 20일 | 변호인단 법률 보조원 |
| 로버트 코스텔로 | 5월 20일 | 마이클 코언의 동료   |
| 로버트 코스텔로 | 5월 21일 | 마이클 코언의 동료   |

#### 주요 증인 증언
검찰은 전 내셔널 인콰이어러 발행인 데이비드 페커를 첫 증인으로 불러 4월 22일, 23일, 25일, 26일에 증언하도록 했으며, 증언 첫 주 대부분을 차지했다. 4월 23일, 페커는 코언이 자신에게 트럼프의 적들에 대한 부정적인 이야기를 제공했으며, 페커의 직원들은 이를 "미화"하고 출판하기 전에 코언에게 초안을 보여 피드백을 받았다고 증언했다. 페커는 또한 2015년에 트럼프에 대한 부정적인 이야기를 억제하고 그에 대한 이야기를 팔려는 여성들의 시도를 감시하는 "캐치 앤 킬" 계획을 어떻게 제안했는지 자세히 설명했다. 4월 25일, 페커는 AMI가 다른 유명인사에 대한 부정적인 언론 보도를 억제했으며, 이는 트럼프 팀이 반대 신문에서 강조한 부분이라고 증언했다. 또한 그는 코언이 트럼프의 캠페인을 위해 일하고 있다고 생각하지 않는다고 말했다. 페커는 2016년 선거 운동 이전에 트럼프와의 관계에 대해 논의했으며, 그 기간 동안 그는 트럼프에 대한 다른 부정적인 이야기를 억제했다. 페커는 (그녀가 포르노 스타였기 때문에) 대니얼스에게 대금 지급을 중개하지 않기로 한 자신의 결정이 코언이 이를 하도록 이끌었다고 말했다. 페커는 캠페인 자금법에 대한 자신의 의구심에도 불구하고 트럼프의 지시에 따라 행동했으며 그가 대통령에 당선되도록 돕기 위해 의도했다고 증언했다.

스토미 대니얼스와 캐런 맥두걸의 전 변호사 키스 데이비슨은 4월 30일과 5월 2일에 증언했다. 그는 액세스 할리우드 테이프가 대니얼스가 자신의 이야기를 진행하도록 영향을 미쳤다고 증언했다. 데이비슨의 증언에 따르면, 그는 130,000달러의 입막음 합의서를 작성했다. 데이비슨은 트럼프가 입막음 협상의 배후에 있다고 믿었다고 증언했다. 그러나 그는 또한 코언이 어떻게 송금을 했는지, 그리고 그는 하워드와 대니얼스의 매니저 지나 로드리게스와도 거래에 대해 대화했음을 인정했다. 

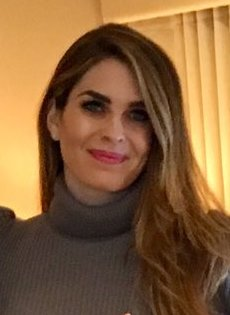
2017년 촬영된 전 백악관 통신 국장 호프 힉스는 하루 종일 증언했다.

5월 3일, 전 백악관 커뮤니케이션 국장 호프 힉스가 증언했다. 그녀는 월스트리트 저널 기자로부터 트럼프-맥두걸 관계 의혹에 대한 논평 요청을 받았으며, 이를 통해 AMI가 이야기를 포착하여 억제하기 위해 대금을 지급했다는 사실을 알게 되었다고 말했다. 그녀는 월스트리트 저널에 답변할 성명서를 작성했으며, 코언이 피드백을 제공했지만 트럼프가 맥두걸의 주장이 "전혀 사실이 아니다"라고 말하라고 지시하여 그들을 무시했다고 말했다. 힉스는 트럼프가 멜라니아에게 두 스캔들에 대한 뉴스를 숨기려 했으며, 2018년 초 대니얼스에게 대금 지급 사실이 보도된 후, 트럼프가 그녀에게 코언이 자발적으로 대니얼스에게 돈을 지불하여 자신을 보호했다고 말했고, 힉스는 이것이 코언의 성격과 맞지 않는다고 생각했다고 진술했다. 힉스에 따르면, 액세스 할리우드 테이프는 트럼프 캠페인을 흔들었다. 트럼프는 그 중요성을 최소화하려고 노력했지만, 캠페인은 이 테이프가 "위기"라고 느꼈다.
스토미 대니얼스는 5월 7일에 5시간 동안, 그리고 5월 9일 전반부에 증언했다. 그녀는 2006년 네바다주 타호 호수 근처의 유명인 골프 토너먼트에서 트럼프를 만났고, 그가 저녁 식사에 초대한 후 그의 호텔 스위트룸에서 트럼프와 성적인 만남을 가졌다고 자세히 설명했다. 그녀는 만남 동안 블랙아웃된 것처럼 느꼈고 그 경험으로 인해 충격을 받았다고 말했다. 대니얼스는 트럼프가 자신을 어프렌티스의 경쟁자로 만들어 주겠다고 제안했으며, 이후 전화 통화에서 한동안 이 아이디어를 계속 암시했고, 그 과정에서 자신을 "자기야"라고 부르며 언제 다시 만날 수 있는지 물었다고 말했다. 입막음 돈을 받는 것에 대해 대니얼스는 돈 때문에 동기 부여된 것은 아니라고 말했지만, 이는 그녀와 그녀의 매니저 지나 로드리게스 사이의 문자 메시지와 모순되는 것으로 보였다. 그녀는 입막음 협상에 참여하지 않았다고 진술했다. 대니얼스의 증언 동안, 머천은 많은 변호인단 이의 신청을 받아들였다. 그는 대니얼스에게 질문 범위를 넘어선 답변을 했다고 거듭 질책했고, 한 번은 대니얼스의 증언을 중단시키고 그녀가 트럼프와 함께 했던 체위를 설명하는 것을 막았다. 머천은 대니얼스의 이후 증언에 대한 제약을 설정하고 검찰에게 그녀가 더 짧은 답변을 하도록 격려하라고 지시했다. 이후 대니얼스는 더 짧은 답변을 하고 질문에 더 가깝게 답변했다. 반대 신문에서 변호인단은 대니얼스에게 트럼프와의 만남으로 인해 충격을 받았다는 그녀의 진술에 대해 질문하며, 그녀의 포르노 경력이 이 사건을 놀랍지 않게 만들었을 것이라고 제안했다. 대니얼스는 트럼프의 호텔 화장실에서 나왔을 때 그가 팬티만 입고 있는 것을 보고 그 만남이 성적인 만남으로 의도되었다는 것을 처음 알았다고 설명했다. 그녀는 "내 나이의 두 배인 남자에게서 이런 것을 기대하지 않았다"고 덧붙였다.

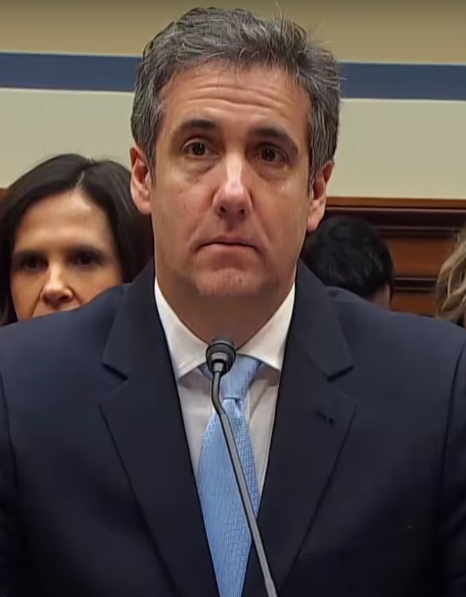
2019년 촬영된 마이클 코언, 4일 동안 증언했다.

5월 13일, 트럼프의 전 "해결사"이자 변호사인 마이클 코언(이 사건의 스타 증인으로 간주됨)이 증언을 시작했다. 그는 4일 동안 17시간의 증언을 할 예정이었다. 5월 13일, 코언은 자신, 트럼프, 데이비드 페커가 2016년 선거 동안 부정적인 이야기를 억제하고 트럼프에 대한 긍정적인 이야기를 홍보하기 위해 공모했음을 인정했다. 그는 이 문제에 대한 자신의 작업이 "트럼프 씨의 지시에 따라, 그리고 트럼프 씨의 이익을 위해" 수행되었다고 말하며, "모든 것은 트럼프 씨의 승인을 요구했습니다."라고 진술했다. 그는 또한 페커가 대니얼스 이야기에 대한 대금 지급을 거부한 후, 자신이 "캐치 앤 킬 작업"의 자금 제공자로서 역할을 이어받았다고 덧붙였다. 코언은 액세스 할리우드 테이프의 공개가 캠페인의 부담으로 간주되었으며, 이후 트럼프가 그에게 "재앙적인" 피해를 피하기 위해 대니얼스에게 돈을 지불하라고 지시했다고 말했다. 트럼프가 2016년 선거에서 승리한 후, 웨이셀버그와 코언은 트럼프의 26층 사무실에서 변제 계획을 논의했으며, 웨이셀버그가 코언에게 변제금을 조율했다. 은행 명세서가 제시되었는데, 이는 180,000달러의 변제금(대니얼스에게 130,000달러, 트럼프가 기술 회사 레드 핀치에게 지불하기 위해 코언에게 빚진 50,000달러)의 두 배인 금액을 보여주었으며, 이는 코언이 세금 50%를 지불한 후 전액을 받고, 60,000달러의 연말 보너스를 더해 총 420,000달러를 받게 됨을 보여주었다. 코언은 웨이셀버그와 트럼프가 이 변제 계획을 미리 계획했으며, 웨이셀버그가 트럼프 앞에서 월별 지급액이 리테이너 계약의 명목으로 기능할 것이라고 말했다는 생각이 들었다. 코언은 대통령의 개인 변호사가 되기를 열망했지만 트럼프가 이 역할을 부여하는 대신 2016년 보너스를 상당 부분 삭감했다고 증언했다. 코언은 이 시기에 트럼프와의 관계가 무너지고 있었다고 말했다. 그는 트럼프를 위해 일한 것이 자신의 개인 경력을 향상시켰으며, 더 유명한 고객을 확보하는 데 도움이 되었다고 말했다. 코언은 또한 2018년 유죄 인정 직전 가족과의 만남 이후 트럼프를 위해 거짓말하는 것을 중단하기로 결정했다고 증언했다.
그날이 끝나기 전에 코언은 변호인단 반대 신문을 시작했다. 5월 16일, 트럼프 변호사는 코언이 2016년 10월 26일에 트럼프의 개인 경호원 키스 실러와 전화 통화 중이었고 실러가 트럼프에게 전화를 넘겨주었으며 트럼프가 입막음 거래를 승인했다고 거짓말했다고 비난했다. 변호인단은 코언에게 일련의 장난전화가 그로 하여금 실러에게 전화하게 만들었으며, 이 전화는 1분 36초 동안 지속되었고, 코언은 두 가지 문제를 모두 처리하기에 충분한 시간이었다고 변론했다는 전화 기록을 인용했다. 5월 20일, 반대 심문 중 코언은 2016년 10월 26일경 그가 티파니 트럼프가 직면한 공갈 문제에 대해 도왔음을 확인했다. 코언은 10월 26일 아침 도널드 트럼프에게 두 번 짧게 전화했으며, 이는 대니얼스에 관한 것이었다고 말했다. 코언은 자신이 웨이셀버그에게 레드 핀치에게 얼마나 지불했는지에 대해 거짓말했으며, 자신의 허위 변제 요청이 조직으로부터의 절도에 해당했음을 확인했다. 그는 2018년에 트럼프가 대니얼스 대금 지급에 대해 알지 못했다고 말했을 때 거짓말했다고 말했다. 그는 2018년 유죄 인정부터 그의 2020년 회고록 출판까지 소득이 없었지만, 그 이후 팟캐스트와 책으로 440만 달러를 벌었다고 말했다. "이 사건의 결과에 재정적 이해관계가 있느냐"는 질문에 코언은 트럼프가 무죄 판결을 받으면 "더 이야기할 거리가 많아지기" 때문에 더 많은 돈을 벌 것으로 기대한다고 말했다. 그는 자신의 인지도가 트럼프에 대한 잦은 비판에서 비롯되었으며, 심지어 의회 의원에 출마하는 데 관심이 있었다는 것을 인정했다. 코언에 대한 변호인단 반대 신문은 5월 20일에 마무리되었다.
변호인단은 2024년 5월 20일 변론을 시작했으며, 두 명의 증인을 부른 후 5월 21일에 변론을 마쳤다. 트럼프는 증언하지 않았다. 5월 20일, 로버트 코스텔로가 증언했다. 머천은 증인이 판결에 반대하고 판사를 노려보며 눈을 굴린 것에 대해 질책했다. 5월 21일, 코스텔로는 검찰의 반대 신문을 받았다. 2018년 5월 시트론에게 보낸 이메일에서 코스텔로는 코언을 "줄리아니나 대통령의 지시를 따르는 것처럼 보이지 않게 올바른 방향으로 이끌어내는 것"이 목표였으며, 이것이 "명확하고 정확한 전략"이라고 믿는다고 말했다. 전날 주장했던 것처럼 "이메일 자체가 말해주는가"라는 질문에 코스텔로는 "때로는"이라고 답했다. 이후 변호인단은 변론을 종결했다.

### 최종 변론 및 평결
5월 28일, 변호인단은 휴식 시간을 포함하여 3시간 동안 최종 변론을 했다. 트럼프 변호사 토드 블랑쉬는 트럼프가 트럼프의 아들들, 도널드 트럼프 주니어, 에릭 트럼프가 작성한 수표와 아무 관련이 없다고 주장했다. 블랑쉬는 검찰이 도널드 트럼프 주니어와 에릭 트럼프가 코언에게 대금을 지급하는 수표에 서명했음에도 불구하고 왜 그들을 증인으로 부르지 않았는지 질문했다. 블랑쉬는 또한 맥코너리가 도널드 트럼프 주니어와 에릭 트럼프 양측으로부터 승인을 구했음을 보여주는 이메일을 제시했다. 블랑쉬는 입막음 대금 지급은 코언의 결정이었으며, 그를 여러 차례 상습적인 거짓말쟁이라고 낙인찍었다. 블랑쉬는 대니얼스의 야망을 깎아내리려 했으며, (다른 것들 중) 그녀의 매니저 및 홍보 담당자 지나 로드리게스와 딜런 하워드 사이의 문자 메시지를 지적했다. 이 메시지는 하워드가 액세스 할리우드 테이프가 공개된 직후 페커가 그녀의 이야기에 대한 대가를 지불할 것이라고 믿었음을 보여주었다. 머천은 배심원단에게 "마이클 코언의 말만으로는 누군가를 감옥에 보낼 수도 없고, 유죄 판결을 내릴 수도 없습니다"라고 말한 블랑쉬를 질책했다. 머천은 이러한 종류의 발언이 "매우 부적절하고" "허용되지 않는다"고 말했다. 배심원단은 머천이 트럼프에게 어떤 선고를 내릴지 고려하지 않도록 지시받았기 때문이다.
같은 날, 검찰은 휴식 시간을 포함하여 4시간 41분 동안 최종 변론을 했다. 조슈아 스타인글라스 검사는 페커의 증언이 "완전히 유죄를 입증하는 것"이라고 설명했다. 스타인글라스는 대니얼스 이야기의 일부 핵심 내용이 사실로 입증되었다고 언급했으며, 변호인단은 트럼프가 2017년 초부터 대니얼스 대금 지급에 대해 알고 있었다는 것을 인정하는 것처럼 보였다고 말했다. 스타인글라스는 코언이 이 사건의 결과에 관심이 있는 것이 타당하다고 진술하며, 트럼프가 그와의 관계가 틀어졌을 때 "핫 포테이토처럼" 그를 내팽개쳤다고 말했다. 스타인글라스는 트럼프와 코언 사이의 입막음 대금 지급에 관한 전화 대화를 검토하고 도널드 트럼프가 샤피 펜으로 서명한 2017년 12월 코언에게 보낸 수표를 보여주며, 트럼프의 "전체 사업 철학은 모든 일에 관여하는 것이었고, 여전히 그렇다"는 점에서 후자가 이러한 수표의 목적을 알고 있었을 것이라고 주장했다. 스타인글라스는 더 나아가 대금 지급이 "미국 유권자들을 속이기 위해" 이루어졌다고 말했다.
최종 변론이 끝날 무렵, 머천은 배심원 지시 사항이 5월 29일에 읽힐 예정이며 한 시간 정도 소요될 것으로 예상된다고 말했다. 5월 29일, 배심원단은 숙고를 시작했다. 5월 30일 오후 5시 7분 EDT, 트럼프는 모든 34건의 혐의에 대해 유죄 판결을 받았으며, 이로써 그는 중범죄로 유죄 판결을 받은 최초의 전 미국 대통령이 되었다.

## 재판 후 절차

### 금지 결과
트럼프는 2023년 3월 31일에 면허를 받은 세 자루의 권총 중 두 자루를 뉴욕 경찰에 넘겼고, 세 번째 권총은 플로리다로 옮겼다. 트럼프의 뉴욕주 은닉 휴대 면허는 형사 기소 후 2023년 4월 1일에 정지되었다. 뉴욕주 법과 연방법은 중범죄 유죄 판결을 받은 사람이 총기를 소지하는 것을 금지하며, 연방법은 중범죄로 기소 또는 정보 제공 대상인 사람(유죄 판결을 받지 않은 사람)도 총기를 소지하는 것을 금지하는데, 이를 위반하면 최대 15년의 징역형을 받을 수 있으며, Armed Career Criminal Act에 따라 강화된 처벌 대상인 경우 종신형에 처할 수 있다. 2024년 6월 5일 현재, 뉴욕 경찰 법무국 조사가 완료된 후 트럼프의 뉴욕 총기 면허는 취소될 것으로 예상된다. 6월 10일 현재, 트럼프는 플로리다에서 세 번째 총기를 여전히 소지하고 있는 것으로 알려졌다.
2024년 6월 10일, 트럼프와 그의 변호사 토드 블랑쉬는 화상 회의를 통해 그의 보호관찰 면담에 참석했다. 보호관찰 대상자가 될 경우 트럼프는 다른 유죄 판결을 받은 중범죄자와 교류할 수 없다.
2024년 6월 28일, 뉴저지 주류 관리국은 베드민스터와 Colts Neck의 트럼프 내셔널 골프 클럽에 대한 주류 면허 갱신을 거부하고 임시 허가를 발급했다. 뉴저지주의 주류 법은 "도덕적 타락을 포함하는 범죄", 일반적으로 "부정직, 사기 또는 타락"과 관련된 심각한 범죄로 유죄 판결을 받은 사람에게 주류 면허를 발급하는 것을 금지한다. 트럼프 기업은 트럼프가 주류 면허와 관련이 없다고 밝혔지만, 뉴저지주 검찰총장은 트럼프가 면허를 소유한 그의 가변 신탁의 유일한 수익자라는 점을 지적했다. 면허에 대한 심리는 7월 19일에 열릴 예정이었지만, 트럼프의 선고 후로 연기되었다.
미국 헌법은 범죄 기록이 있는 개인이 대통령직을 수행하는 것을 막지 않지만, 미국 수정 헌법 제14조는 (별도로 의회가 주장할 수 있는) 반란 이상의 범죄가 중범죄자의 선거권 박탈 (투표권 박탈)의 근거로 인용될 수 있음을 시사한다. 1974년 사건에서 이러한 선거권 박탈은 주권으로 인정되었다.
뉴욕주의 중범죄자는 DNA 샘플을 제공해야 한다.

### 개그 명령
2024년 5월 31일, 재판 종료 다음 날, 트럼프는 기자들에게 "추악한 개그 명령"을 해제하고 싶다고 말했다. 6월 4일, 블랑쉬는 개그 명령 해제 신청서를 제출하며 다음과 같이 진술했다: "이제 재판이 종료되었으므로, 정부와 법원이 명시한 우려 사항은 트럼프 대통령의 수정 헌법 제1조 권리에 대한 제한을 정당화하지 않습니다." 6월 5일, 매튜 콜란젤로는 개그 명령을 "최소한 선고 심리와 재판 후 신청의 해결까지는 이러한 절차의 온전성과 정의로운 법 집행을 보호하기 위해" 유지해야 한다고 요청했다. 많은 사람들은 트럼프가 개그 명령이 해제된다면 증인, 배심원, 법원 직원 및 그 가족을 포함한 재판 참가자들을 비난할 것으로 예상했다.
2024년 6월 18일, 뉴욕주 대법원 항소부, 이 주의 최고 법원은 트럼프의 이전 개그 명령 항소를 심리하지 않겠다고 밝히며 개그 명령을 유지했다.
6월 25일, 첫 2024년 미국 대통령 후보 토론 이틀 전, 머천은 개그 명령을 부분적으로 해제하여 트럼프가 증인과 배심원에 대해 발언할 수 있도록 허용했지만, 트럼프는 배심원의 신원을 공개하거나 선고 후까지 법원 직원, 검찰 팀 또는 그 가족에 대해 언급할 수 없다.
2024년 7월, 미주리주 검찰총장 앤드류 베일리는 뉴욕주를 상대로 소송을 제기하여 미국 연방 대법원이 두 주 사이의 분쟁을 심리할 독점적 관할권을 발동하려 했다. 이 소송은 뉴욕이 미주리주 선거에 개입하고 미주리 주민의 수정 헌법 제1조 권리를 침해했다고 비난하며 선거 후까지 트럼프의 개그 명령과 선고를 막으려 했다. 8월 5일, 대법원은 개입을 거부했다.
2024년 12월 17일, 트럼프는 트루스 소셜에서 머천을 맹렬히 비난하며 판사가 "나에게 불법적인 개그 명령을 계속 유지함으로써... 그의 자격 박탈 및 불법적인 가족 갈등을 노출시키지 못하게 한다"고 말했다.
2025년 1월 3일, 머천은 유죄 판결을 유지하는 판결에서 트럼프가 "판사, 배심원... 그리고 사법 시스템 전체에 대한 존경심 부족을 방송하기 위해... 엄청난 노력을 기울였다"고 진술했다. 이에 대해 트럼프는 온라인에 "'대리' 판사 머천은 급진적인 당파주의자이며, 알면서도 위법적인 또 다른 명령을 내렸다"며, 이 판결이 헌법을 위반하고 행정부의 온전함을 훼손했다고 주장했다.

### 면책 판결
앨빈 헬러스테인 지방 판사는 2023년 7월 트럼프가 연방 법원으로 사건을 이송하려 했을 때 대통령 면책에 대한 변호인단의 주장을 기각하며 "이 문제는 전적으로 대통령의 개인적인 사안이었다"고 판결했다.
2024년 7월 1일, 미국 연방 대법원은 트럼프 대 미국 사건에서 재임 중인 대통령의 공식 행위에 대한 대통령 면책을 지지하는 판결을 내렸다. 같은 날 늦게 트럼프 변호인단은 재판에서 제시된 일부 증거가 트럼프의 공식 행위라는 근거로 유죄 판결 기각 신청 허가를 요청했다. 여기에는 트럼프의 2018년 소셜 미디어 게시물, 트럼프와 코언 사이의 전화 기록, 입막음 대금 지급을 언급하는 정부 윤리 공개, 그리고 힉스와 웨스터후트의 일부 증언이 포함된다. 트럼프의 신청은 7월 11일에 공식적으로 제출되었다. 머천의 판결은 제시된 증거가 공식적인 행위였는지, 그리고 그것이 평결에 영향을 미쳤는지 여부에 초점을 맞출 것이다. 유죄 판결이 뒤집힐 경우, 검찰은 새로운 기소를 위해 또 다른 대배심을 소집해야 한다.
면책 판결은 원래 2024년 9월 6일까지 내려질 것으로 예상되었다. 트럼프의 세 번째 제척 신청을 고려하기 위해 연기되었고, 이는 8월 13일에 기각되었다. 면책 판결은 9월 16일까지 예상되었다. 2024년 9월 3일, 헬러스테인이 트럼프의 연방 법원 이송 요청을 기각하기 몇 시간 전, 검찰은 헬러스테인이 주 법원 절차를 중단시킬 수도 있다는 우려를 표명하며 머천에게 면책 문제에 대해 신속히 판결해 달라고 촉구했다. 9월 6일, 머천은 면책 판결을 11월 12일로 연기했다. 그날 머천은 검찰의 요청에 동의하여 트럼프의 당선이 절차에 미칠 영향을 고려하는 동안 사건을 일주일 동안 중단하기로 했다. 11월 19일, 맨해튼 검찰은 임시 대통령 면책이 대통령 재직 기간 외에 그리고 비공식적인 활동과 관련된 절차를 무효화한다는 법률이 없으므로 유죄 판결은 유지되어야 한다고 주장했다.
12월 16일, 머천은 대법원 판결이 트럼프의 유죄 판결에 영향을 미치지 않는다고 판결했다. 머천은 트럼프의 행위가 개인적인 행위에 해당하며, 논란이 된 증거는 "압도적인 유죄 증거에 비추어 무해하다"고 말했다.

### 기각 및 연방 이송 요청
2023년, 트럼프는 연방 법원으로 사건을 이송하려고 시도했으며, 이에 대해 헬러스테인 판사는 "이 문제는 전적으로 대통령의 개인적인 사안이었다"고 판결했다.
2024년 8월 29일, 트럼프 변호사들은 뉴욕 남부 지방 연방 법원에 사건 관리를 요청했다. 9월 3일, 헬러스테인 판사는 대금 지급이 비공식적인 행위라는 근거로 트럼프의 요청을 기각했다. 몇 시간 후, 트럼프 변호사들은 제2순회 항소 법원에 항소 통지를 제출했다. 10월 14일, 트럼프 변호인단은 제2순회 법원에 헬러스테인의 기각을 재고해 달라고 요청하며, 그것이 "심각하게 잘못된 분석"에 기반했으며, 개인적으로 기소되는 대신 정치적으로 박해받고 있음을 계속 주장했다.
2024년 12월 2일, 변호인단은 트럼프의 2024년 선거 때문에 사건이 무효라고 주장하며 사건 기각을 요청했다. 12월 9일, 검찰은 재판이 이미 종료되었고, 면책 문제는 아직 판결되지 않았으며 "대통령 당선자 면책은 존재하지 않는다"는 근거로 기각 요청을 기각해 달라고 법원에 요청했다. 이러한 맥락에서 검찰은 구금 없이 대통령직 이전에 선고가 이루어지거나, 더 새롭게는 선고는 취소되지만 트럼프의 유죄 판결 상태는 유지될 수 있다고 제안했다. 트럼프 변호사들은 후자의 제안이 사망한 피고인에게 일반적으로 사용되며 의뢰인에 대한 암살 시도를 고려할 때 무책임하다고 비난했다.
2024년 12월 3일, 변호인단은 의혹이 제기된 "심각한 배심원 부적절 행위"를 근거로 사건을 기각해야 한다고 제안하며, 만약 머천이 달리 판결할 경우 트럼프 팀이 기각된 이송 요청에 대한 제2순회 항소 법원 항소를 추진할 것임을 암시했다. 12월 5일, 검찰은 배심원 부적절 행위 주장이 출처로부터 "선서되지 않고 지지되지 않으며, 최소한 부분적으로 부인된" "전문증거 의혹"에서 비롯되었다고 반박했다.
2025년 1월 3일, 머천은 트럼프의 유죄 판결을 유지했다. 1월 6일, 트럼프는 이 결정에 항소했다. 다음 날, 뉴욕 항소 법원은 변호인단의 주장을 듣기 위해 1월 21일 심리 일정을 잡았다.

### 선고

#### 일정 조율
유죄 판결 전에 주 및 연방 기관 관계자들은 가능한 투옥에 대비하기 시작했다. 트럼프의 발언과 어떠한 잘못도 인정하지 않는 태도는 그의 형량 감경에 부정적인 영향을 미칠 것으로 예상되었다.
트럼프의 선고 심리는 원래 2024년 7월 11일로 예정되어 있었다. 7월 1일, 트럼프 변호인단은 그날 발표된 트럼프 대 미국 사건에 대한 미국 연방 대법원 판결의 영향을 고려하기 위해 선고를 연기해 달라고 요청했다. 맨해튼 검찰청은 연기에 동의했지만, 변호인단의 주장은 근거가 없다고 말했다. 7월 2일, 머천은 선고 심리를 9월 18일로 연기했다.
8월에 트럼프 팀은 머천에게 선고 심리를 다시 선거 후로 연기해 달라고 요청했고, 맨해튼 검찰은 이 문제에 대해 머천에게 맡길 것이라고 밝혔다. 8월 29일(뉴욕 남부 지방 연방 법원에 사건 관리를 요청하며) 트럼프 변호사들은 9월 선고 날짜가 선거 개입에 해당할 것이라고 불평했다. 9월 6일, 머천은 선고 심리를 11월 26일로 연기했다.
11월 19일 대통령 면책 심리에서 맨해튼 검찰청은 트럼프가 퇴임할 때까지 선고 연기에 동의할 것이라고 밝혔다. 사흘 후, 머천은 선고 날짜를 취소했지만, 2025년 1월 3일에 선거인단 투표 집계 4일 후, 트럼프의 2기 행정부 취임식 10일 전인 1월 10일로 새로운 선고 심리 일정을 잡았다.
2025년 1월 6일, 트럼프는 새로운 항소가 진행되는 동안 머천에게 연기를 요청했다. 머천은 같은 날 이 요청을 기각하며 변호인단의 추론이 과거 주장을 대부분 반복한다고 판단했다. 1월 7일, 뉴욕 주 대법원 항소부 제1부, 트럼프의 면책 판결 항소 심리가 진행되는 동안 선고 연기 요청을 기각했다. 1월 8일, 트럼프 변호사들은 미국 연방 대법원과 뉴욕 주 법원 항소부 양쪽에 선고 중지를 요청하며, 이 사건이 전적으로 정치적이라고 주장했다. 1월 9일, 뉴욕 주 법원 항소부는 선고 중지를 거부했으며, 대법원은 존 로버츠 대법원장과 에이미 코니 배럿이 세 명의 진보 성향 판사와 함께 5 대 4 결정으로 트럼프의 선고 연기 요청을 기각했다.

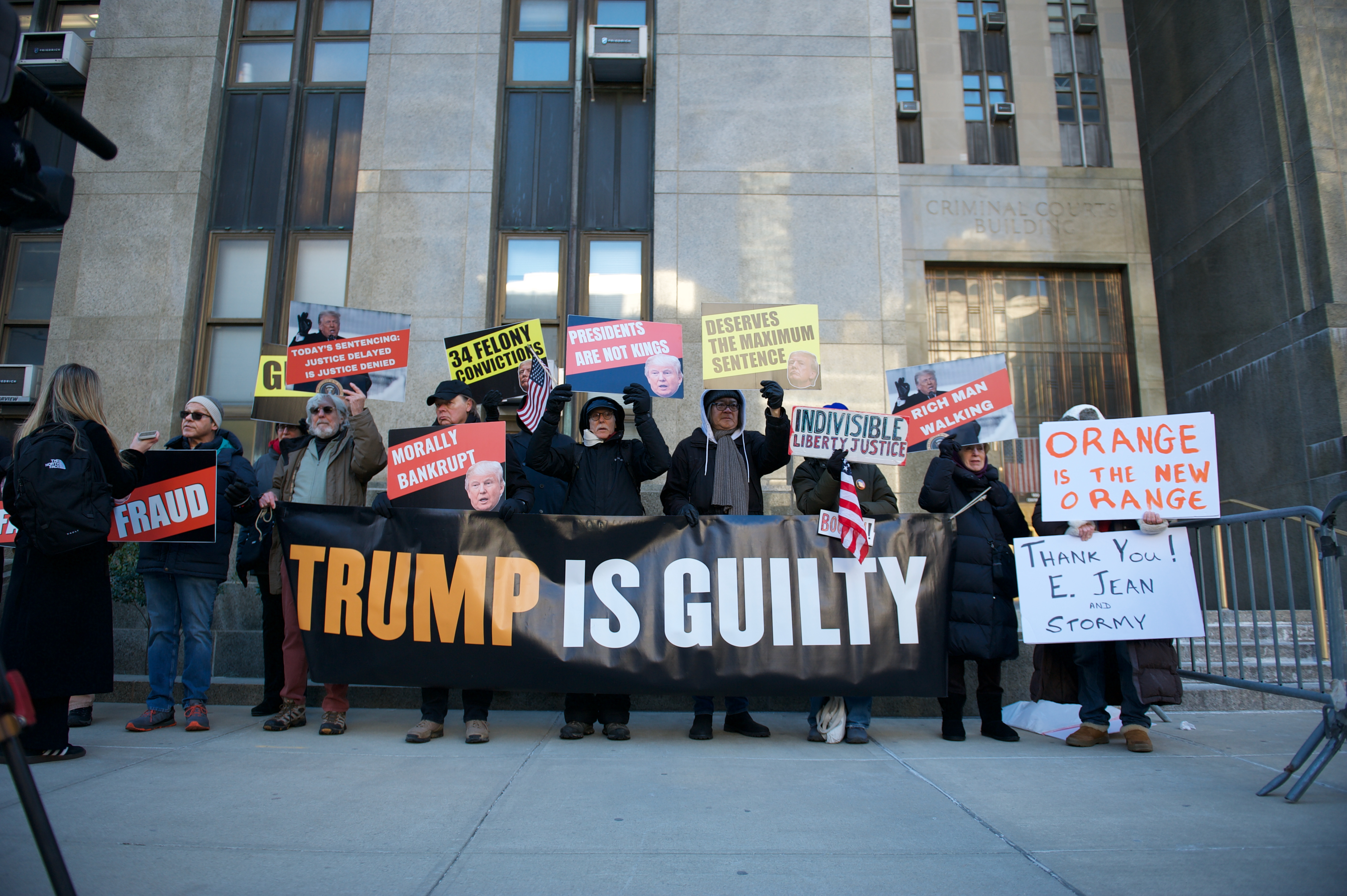
법원 외부에서 트럼프를 반대하는 시위자들, 머천이 판결을 내리기 전

#### 심리
머천은 트럼프가 1월 10일 선고에 화상 회의를 통해 참석하는 것을 선택할 수 있다고 판결했다. 대통령 당선자를 투옥하는 것은 비현실적이라고 말하며, 머천은 유죄 판결은 유지되지만 벌금, 보호 관찰, 징역형은 부과되지 않는 무조건적인 방면을 내릴 가능성이 높다고 시사했다. 트럼프는 화상 회의를 통해 선고에 참석하기로 선택했다. 1월 10일, 머천은 무조건적인 방면을 내렸다.

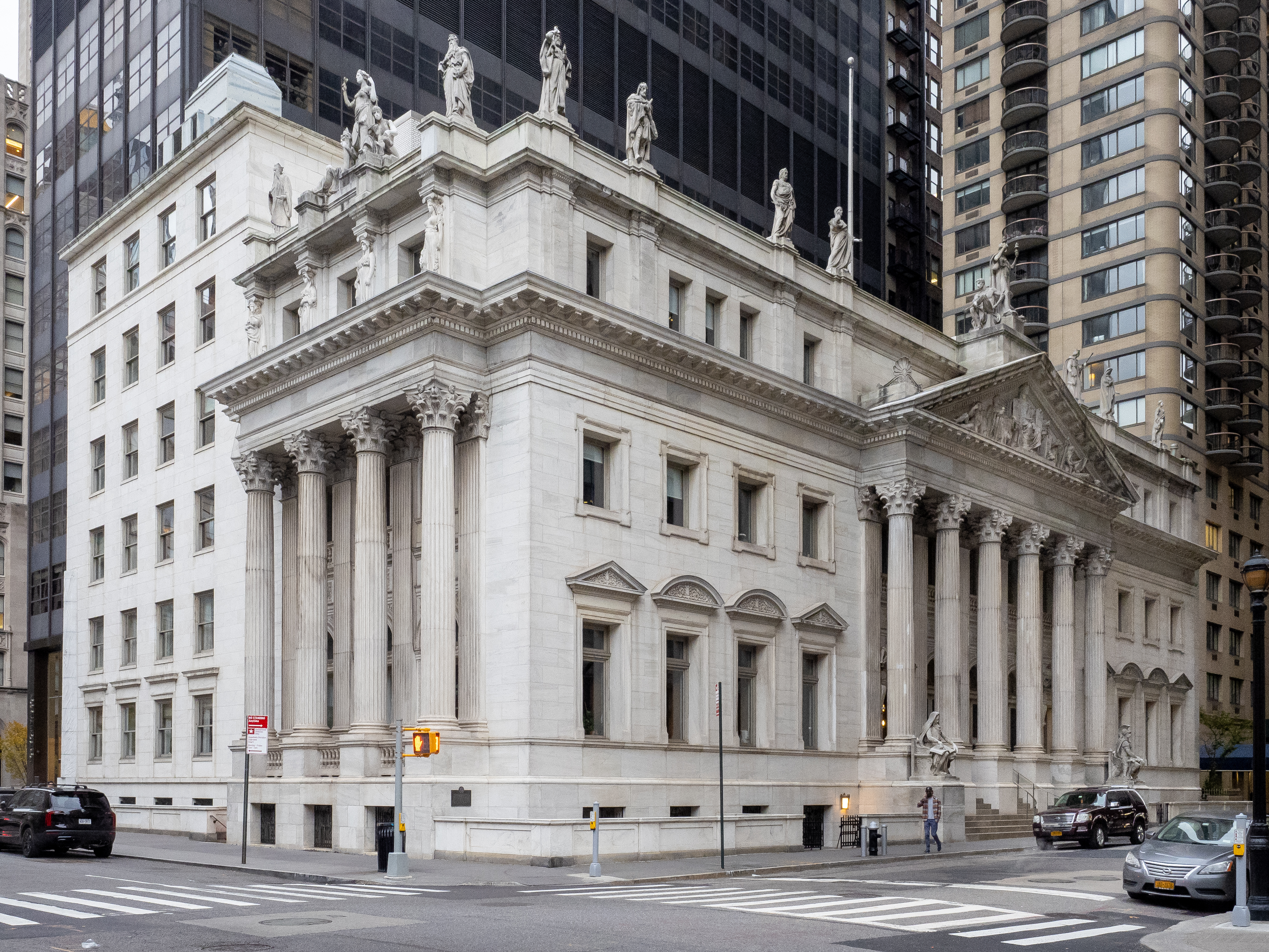
유죄 판결에 대한 항소는 먼저 뉴욕 주 대법원 항소부 제1부에서 심리될 것이다.

### 항소
2025년 1월 29일, 트럼프는 제1부에 항소 통지서를 제출했으며, 그는 설리번 & 크롬웰의 변호를 받을 예정이다. 실패할 경우, 트럼프 변호인단은 뉴욕 주 법원 항소부에 사건 심리를 요청할 것이라고 밝혔다.

## 같이 보기
- 율리시스 S. 그랜트의 체포
- 도널드 트럼프의 법적 문제
- 도널드 트럼프의 대중적 이미지

## 참고
1. ↑  뉴욕에서는 사업 기록 위조는 경범죄이지만, 다른 범죄를 도울 목적으로 행해지면 중범죄가 될 수 있다.[2]
2. ↑  2019년 7월 19일, 뉴욕 남부 지방법원의 지방법원 판사 윌리엄 H. 폴리 3세는 연방 선거 자금 조사 서류의 봉인을 해제할 것을 명령하며 "자료에 논의된 선거 자금 위반은 국가적으로 중요한 사안이다. 이제 정부의 해당 위반에 대한 조사가 종료되었으므로 모든 미국인이 자료를 철저히 검토할 기회를 가질 때가 되었다"고 판결했다.[25] 사건은 일반적으로 해당 사안이 종료된 후에만 봉인이 해제된다.[25]
3. ↑  페커는 트럼프의 오랜 동료이자 친구로서 트럼프의 2016년 대선 캠페인에 해를 끼칠 수 있는 이야기를 억제하기 위한 캐치 앤 킬 작전에 참여했으며, 코언과 대니얼스의 변호사를 연결하는 데 도움을 주었다.[48][49]
4. ↑  트럼프는 DA가 자신을 기소할 계획을 언론에 유출했다고 주장했다. 이후 트럼프 변호사는 트럼프의 기소 주장이 뉴스 미디어 보도에 기반한 것이라고 밝혔다.[63]
5. ↑  그날까지 트럼프는 범죄인 포토라인을 환영하며, 이는 기소 결과로 발생할 가능성이 낮은 시나리오라고 주장했다.[64]
6. ↑  온라인에서 시위 지지 물결이 처음 일어난 후 극우 운동가들은 잠재적 체포를 트럼프의 정치 경력에 해를 끼칠 폭동을 일으키려는 좌파의 함정으로 보기 시작했다. 분위기는 대신 3월 25일 웨이코, 텍사스에서 예정된 트럼프의 2024년 첫 유세에 대한 지지로 바뀌었다.[72]
7. ↑  2023년 3월 24일, 트럼프는 (나중에 삭제된) 백악관에서 야구 방망이를 들고 있는 자신의 사진 옆에 브래그의 사진을 붙인 이미지를 게시했다.[76] 3월 26일, NBC 뉴스 '미트 더 프레스' 인터뷰에서 터코피나는 이 게시물들이 "현명하지 못하다"고 말했다.[77][78][73] 3월 27일, 폭스 뉴스 숀 해니티 인터뷰에서 트럼프는 해당 게시물이 "메이드 인 아메리카" 홍보를 위해 야구 방망이를 들고 있는 트럼프의 단독 사진으로 의도되었으며, 누군가 나중에 브래그의 사진을 추가했다고 밝혔다.[79] 뉴욕에서 검사를 협박하는 것은 범죄다.[76]
8. ↑  트럼프는 이전에 "변호인의 조언" 변호를 사용할 것이라고 밝혔다.[135] 트럼프에게 있어 이 변호는 그가 입막음 지급금 세부 사항을 법률 고문에게 공개하고, 지급이 합법적이라는 지침을 구하고 얻었으며, 그 조언에 따라 선의로 행동했음을 증명할 수 있게 해줄 것이다.[135] 2024년 5월 28일, 트럼프는 자신이 변호인의 조언 변호를 사용할 수 없다고 주장하며 "이 조작된 재판에서 변호인의 조언에 의존하기 위한 내가 본 최고의 사건이며, 어떤 이유에서인지 메르찬 판사는 내가 이것을 변호로 사용하게 하지 않을 것이다. 또 다른 용어는 변호인의 조언 변호이다!"라고 썼다.[136]
9. ↑  기소인부절차 후 기자회견에서 브래그는 다음과 같은 잠재적 위반 사항을 인용했다. (1) 불법적인 후보 홍보, (2) 연방 선거 기여 한도를 초과하는 대니얼스에 대한 지급, (3) 아메리칸 미디어와 협력한 불법적인 캐치 앤 킬 작전으로 관련 지급금이 허위로 분류되었을 수 있음, 그리고 (4) 와이셀버그가 코언에 대한 상환금을 과세 소득으로 기록했을 때의 기초적인 세금 사기 등이다.[139][33]
10. ↑  크리스틴 코넬, 엘리자베스 윌리엄스, 제인 로젠버그 등 여러 언론 기관에 고용된 세 명의 법정 스케치 화가들이 매일 재판에 참석했다.[237] 갤러리 세 번째 줄에 배치된 스케치 화가들은 (처음 두 줄은 변호인단과 검찰을 위해 예약됨)[238] 거리와 보안 요원에 의한 방해로 인해 증인을 명확하게 보기 어려웠으며, 대신 내부 비디오 피드를 통해 절차를 관찰하기 위해 종종 쌍안경에 의존했다.[237] 보안 제한으로 인해 스케치 화가들은 쉬는 시간에 법원 화장실 쓰레기통에 스케치를 놓고 휴대폰으로 사진을 찍어 작품을 전달했다.[238] 이 스케치는 세부 묘사 부족,[237] 비슷하지 않은 점,[239] 그리고 부정적인 묘사 때문에 대중으로부터 비판을 받았다.[240] 트럼프는 스케치가 보기 좋지 않다고 비판했다.[241]
11. ↑  2024년 5월 2일 법정모독 심리에서 블랑쉬는 트럼프가 백악관 기자협회 만찬에서 조 바이든이 한 "도널드가 최근 몇 가지 어려운 날들을 보냈습니다. 폭풍우 치는 날씨라고 부를 수도 있겠군요"라는 재치 있는 발언이나, 코언의 트윗 "야 [도널드] 본 쉿츠인팬츠... 나에 대한 네 공격은 절망적이야"라는 글에 대해 답변할 수 없었다고 언급했다.[260][261][262][263] 머천은 개그 명령이 바이든에게는 적용되지 않는다고 일축했다.[260]
12. ↑  2024년 5월 6일, 머천 판사는 "피고인은 배심원단과 그 선정 방식에 대해 공개적으로 발언함으로써 명령을 위반했습니다. 그렇게 함으로써 피고인은 본 절차의 온전함, 따라서 정당성에 의문을 제기했을 뿐만 아니라, 배심원단과 그 가족의 안전에 대한 두려움의 유령을 다시 불러 일으켰습니다. 그러한 우려는 의심할 여지 없이 '정의로운 법 집행을 방해하고 법치주의에 대한 직접적인 공격'이 될 수 있습니다. 형사 절차의 품위를 보호하고 법정 내 혼란스러운 영향을 통제하는 것은 여전히 이 법원의 근본적인 책임입니다."라고 썼다.[265][266]
13. ↑  트럼프는 변호사 블랑쉬가 동석한 가운데 마러라고에서 원격으로(보안 조치가 강화된 특별 가상 네트워크에서) 보호관찰 면담에 참석할 예정이다.[338] 보호관찰 면담은 일반적으로 대면으로 이루어지지만, 전문가들은 트럼프의 맨해튼 형사법원 보호관찰 사무실 방문이 "매우 방해적일 것"이라고 말했다.[338] 변호사가 면담에 동석하는 것도 이례적이며, 시의 공공 변호인들은 이를 "특별 대우"라고 비판했다.[339][340][341] 사회복지사 또는 심리학자가 포함될 수 있는 보호관찰 사무실과의 면담 후, 선고 전 조사 보고서가 법원에 제출될 것이다.[341]
14. ↑  DNA는 잠재적으로 E. 진 캐럴의 트럼프에 대한 성폭행 사건과 관련이 있었지만, 그녀의 재판에서는 증거로 인정되지 않았다.[352]